# Sumer művészet

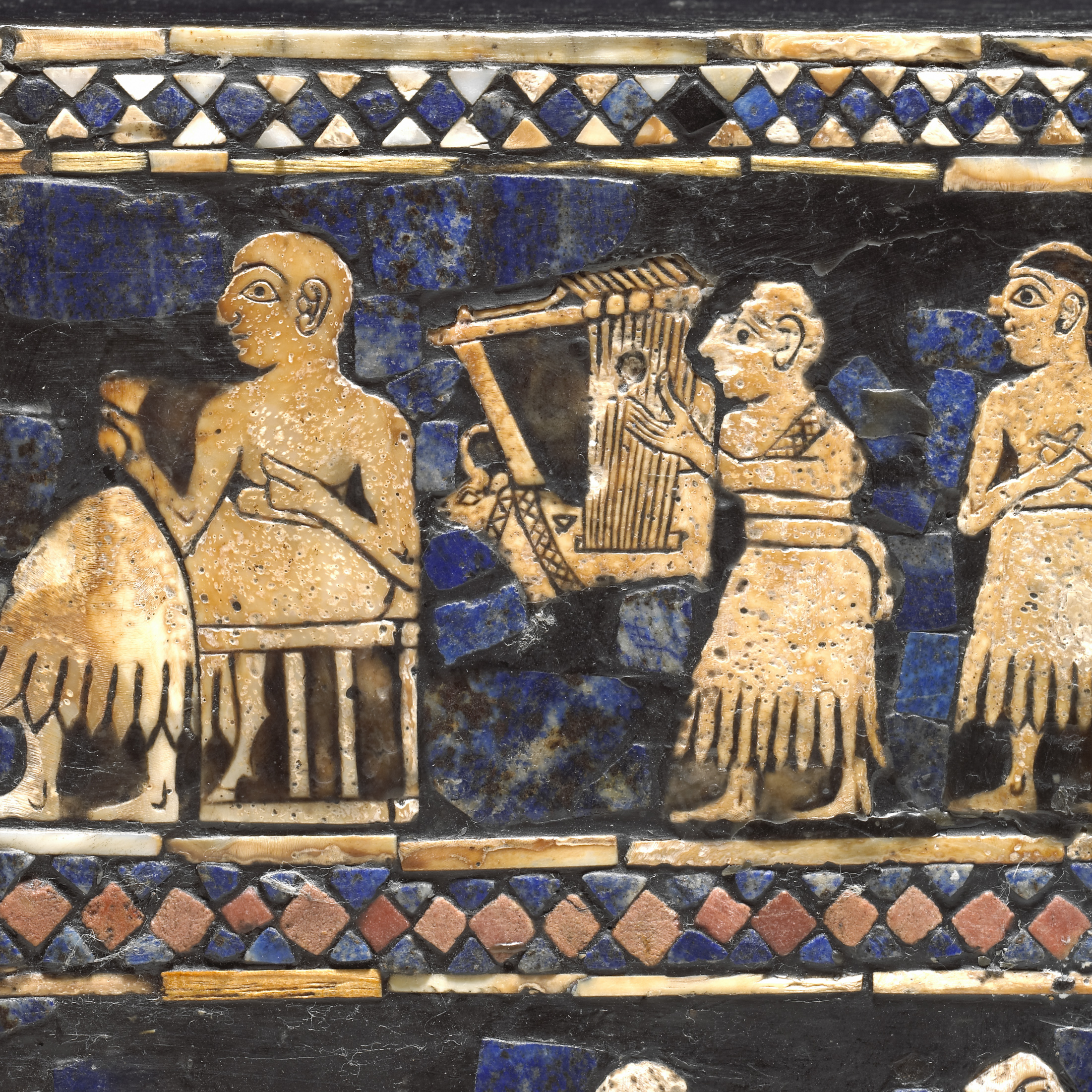
Az uri standard béke oldala, részlet, London, British Museum

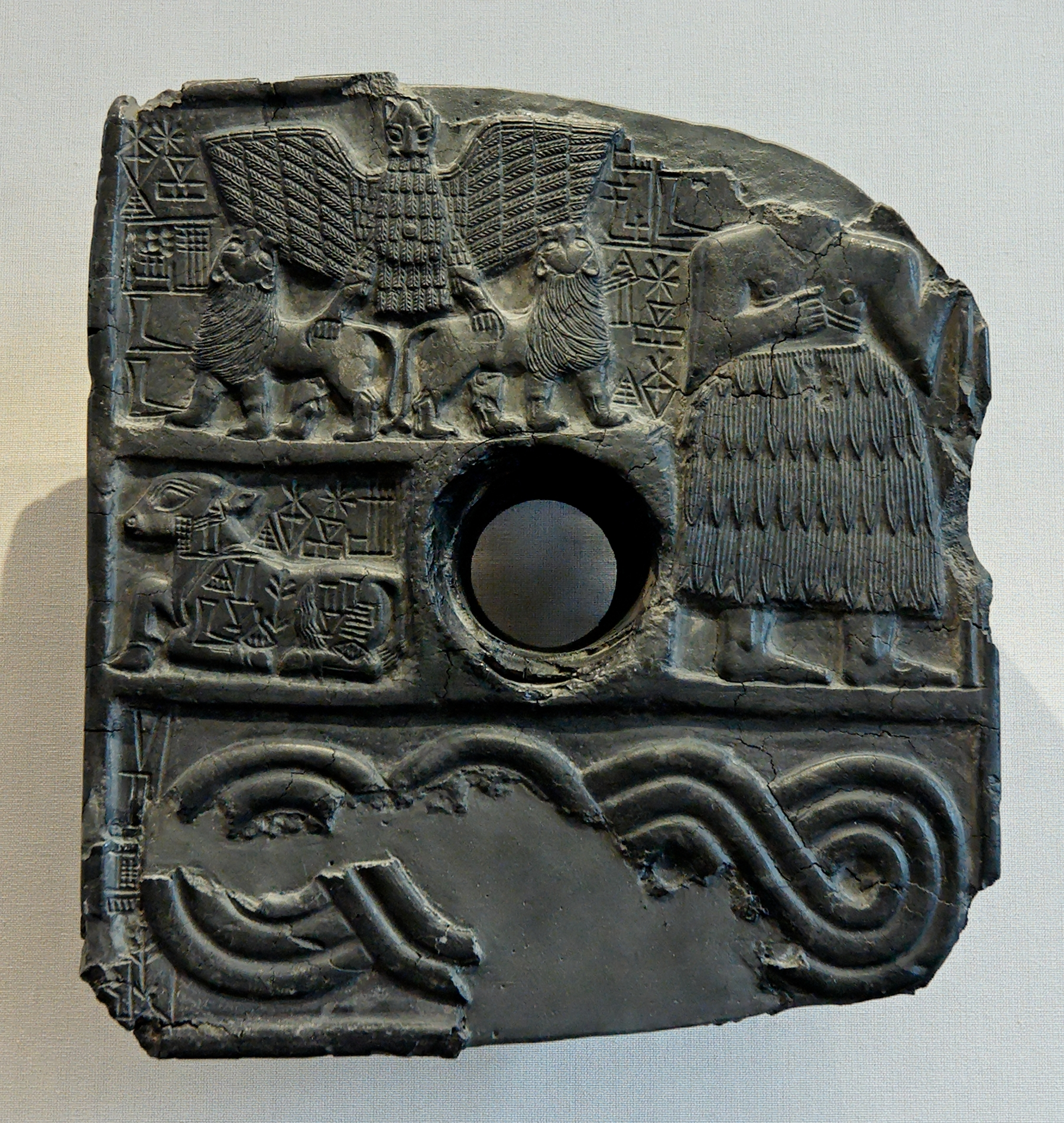
Fogadalmi dombormű Tellóból, i. e. 2400 körül, Párizs, Louvre

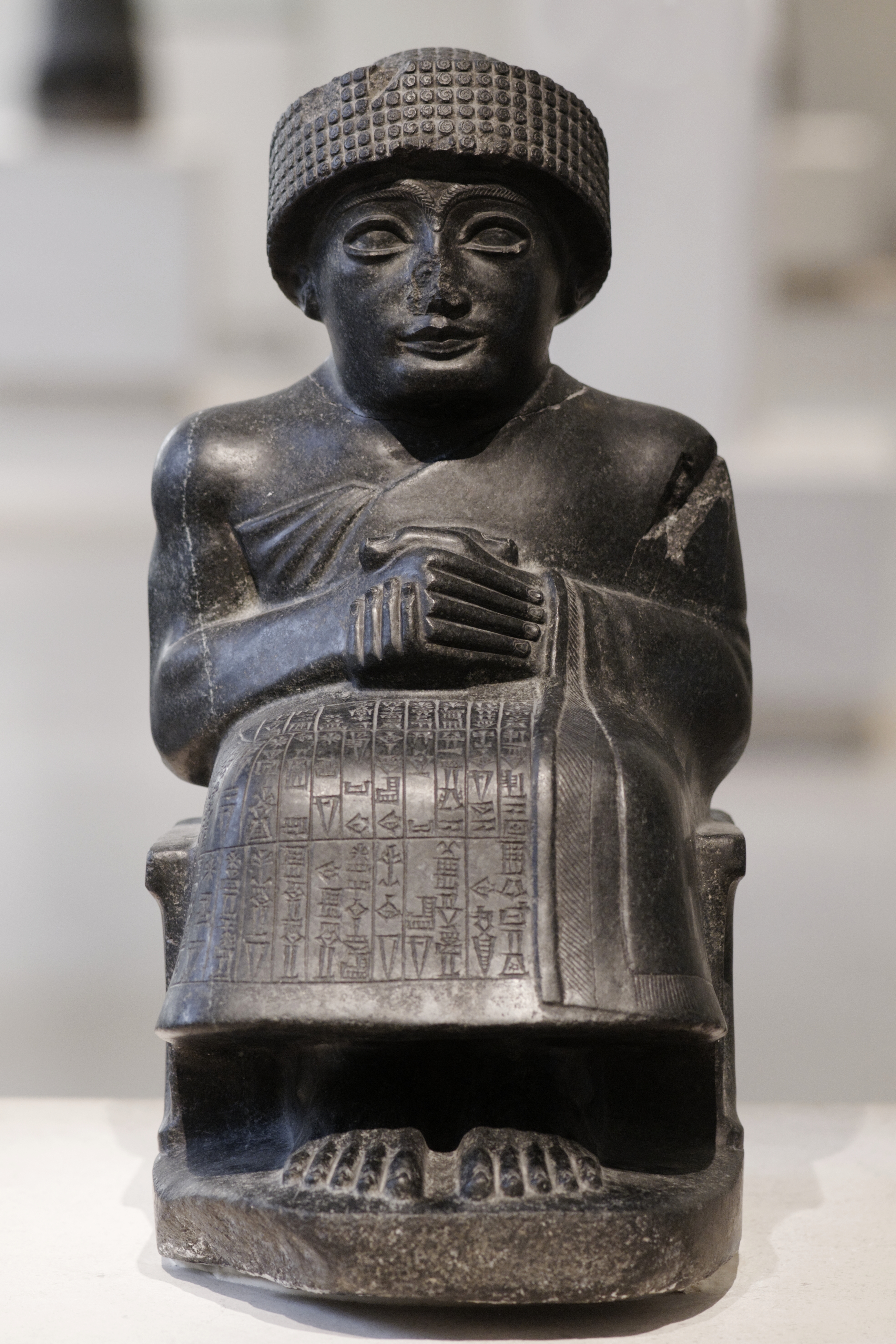
Gudea ülő szobra, i. e. 22. század második fele, Párizs, Louvre

Sumer művészetnek nevezik ókori Mezopotámiában a korai dinasztikus korban és az úgynevezett sumer reneszánsz idején készült műalkotások összességét.
A korai dinasztikus kor három fázisát különböztetik meg. Az első egy meglehetősen hosszú, kétszáz éves időszak volt i. e. 2900 és i. e. 2700 között. A második szakasz i. e. 2700-tól i. e. 2600-ig, a harmadik i. e. 2600-tól i. e. 2340-ig tartott. 
A városi települések rendszere sűrűségében és mértékében megnövekedett, úgy tűnik, i. e. 2500-ra a népesség nyolcvan százaléka legalább negyven hektáros városokban lakott. A korai dinasztikus korszak gazdasági és művészi fejlődésének főszereplője az a néhány város, amely Uruk (mai nevén Varka, Irak) térségében helyezkedik el, mint például Ur (Tell el-Mukajjar, Irak), Ningirszu, Lagas (el-Hiba, Irak), Umma (Tell-Dzsóha, Irak), Nippur, és Kis (Tell al-Uhajmir, Irak) valamint a Dijála folyó völgyének néhány települése, köztük Esnunna (Tell Aszmar, Irak) és Tutub (Khafádzsa, Irak).
A korai dinasztikus korból több templom ismert. A templomokat évezredeken keresztül egymás romjaira építették. A legjelentősebb templomok maradványait Khafádzsában, Máriban (Tell-Hariri, Szíria), Eriduban (Abu Sahrein, Irak) és Ubaid városában tárták fel. Alaprajzuk a korábbi korokhoz képest továbbfejlődött, bonyolultabbá vált. A korai dinasztikus kor I. fázisában virágzásnak indult a kőmetszés művészete. A pecséthengerek egyre elterjedtebbé és a közigazgatási tisztségviselők megszokott eszközévé váltak. A II. fázisban az alakok még vonaljellegűek, a nagyobb felületeket, például az állatok testét még laposan, a térből alig kiemelkedve ábrázolták. A III. fázisban jelentek meg a plasztikusan kidolgozott figurák. A pecséteken leggyakrabban egymással harcoló állatokat és fantasztikus lényeket jelenítettek meg. A kőszobrok, amelyekről azt hitték, hogy saját életük van, kivétel nélkül a templomok számára készültek. 
A korai dinasztikus kor I. fázisában alakult kis a később elterjedt szokás, hogy a hívők az istenség előtt saját magukat helyettesítő szobrokat állítottak fel. A test alakját geometrikus formákra egyszerűsítették le. Ez a sematikus szobrászat elterjedt a Dijála-folyó völgyében és Mezopotámia déli részén. A kor jellemző kőszobrászati alkotásai voltak a háborús sztélék és a fogadalmi domborművek. A korai dinasztikus kor III. fázisában a kőszobrászat teljesen átalakult, a szobrászok finomítottak a kőfaragási technikájukat és naturalisztikusabb ábrázolásra törekedtek. A formák lekerekítettebbé váltak és a részleteket pontosabban kidolgozták. Az i. e. 3. évezred folyamán a fémművestechnikák is jelentős fejlődésen mentek keresztül, főleg a bronzmegmunkálás területén.

## Háttér

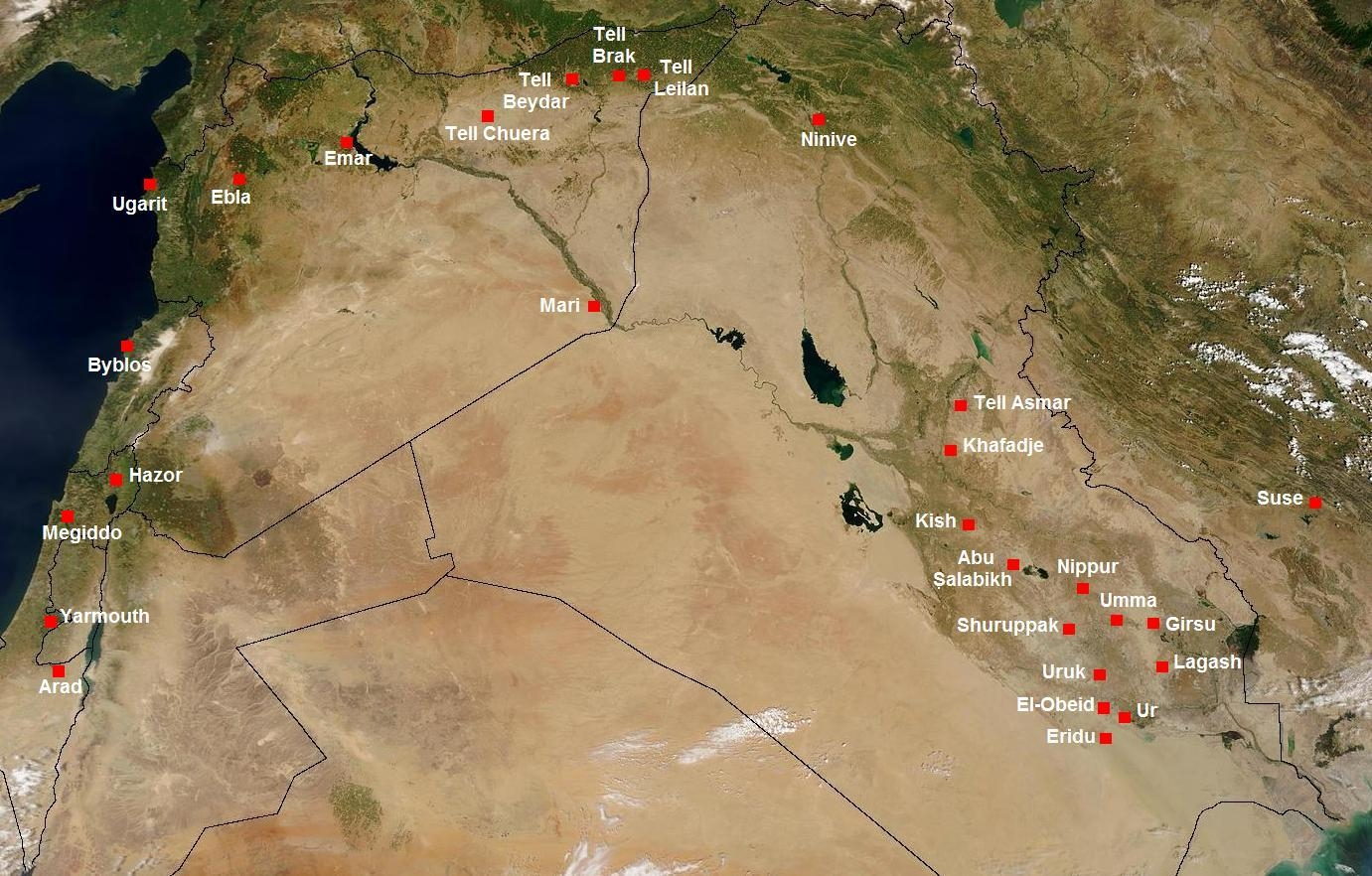
Mezopotámia a korai dinasztikus korban

A korai dinasztikus korban Dél-Mezopotámia kis városállamok konglomerátuma volt. Ezek legtöbbje egyetlen nagyobb településből és annak vonzáskörzetéből állt.
A korai dinasztikus korban a városi települések rendszere sűrűségében és mértékében megnövekedett, úgy tűnik, i. e. 2500-ra a népesség nyolcvan százaléka legalább negyven hektáros városokban lakott. A városokat királyok irányították hivatalnokaik segítségével. A városállamok területén a földeket részben a király, részben a templomok, részben pedig magánszemélyek birtokolták. A király mint a város védelmezője lépett fel a város gondviselő istenének nevében, ezért az istenek számára templomokat épített és fenntartotta azokat. Kiváltságos kapcsolata az istenséggel isteni segítséget és bőséget biztosított a városnak.
A legtöbb lakos, beleértve az uralkodót is, valamilyen szerepet töltött be az istenkultuszban, például takács, pék, templomi énekes stb. volt. Ezen tevékenységek termékeit áldozatbemutatásokra használták fel. Valószínűleg ezek a szerepek határozták meg a polgárok társadalomban betöltött helyét. Az ilyen templomi szolgálat a személyek csak egyik tevékenységét jelenthette, egyébként mindenki a létfenntartáshoz szükséges kereskedelemmel, textilgyártással, földműveléssel stb. lehetett elfoglalva.
A világi és a vallási szféra nem különült el egymástól, hanem az élet minden mozzanata összekapcsolódott, a politikai és a vallási rend élén magával a királlyal. Az uralkodó felesége nagy birtokokat irányított, szervezte a termelést, kereskedelmi tevékenységet folytatott és kapcsolatban áll más városok uralkodóinak feleségével. A korai dinasztikus korszak gazdasági és művészi fejlődésének főszereplője az a néhány város, amely Uruk térségében helyezkedik el, mint például Ur, Girszu, Lagas, Umma, Nippur, és Kis, valamint a Dijála folyó völgyének néhány települése, köztük Esnunna és Khafádzsa.

## Jellemző műtárgyai
A sumer művészet legismertebb műtárgyai a Sir Leonard Woolley által a 20. század elején feltárt Ur királyi temetőjéből kerültek elő. Ezek közé tartozik az úgynevezett uri jelvény, bikafejjel díszített hárfák, Subat (Puabi) királynő fejdísze, Meszkalamdug király aranysisakja és egy játéktábla. 
A korai dinasztikus kor végén az akkádok foglalták el a területet, majd az ő uralmukat a guti néven ismert törzsek döntötték meg. A guti uralom körülbelül hatvan évig tartott, majd Mezopotámia déli részén a sumerek hatalma megerősödött. A fellendülés a legdélebbre fekvő nagy sumer városok irányításával jött létre, amelyeket a III. uri dinasztia királyai egyetlen nagy területté egyesítettek. A III. uri dinasztia (i. e. 2112 – i. e. 2004) első királya Ur-Nammu (i. e. 2112 – i. e. 2095) ellenőrzése alatt tartotta Urt, Eridut és Urukot, továbbá épületeket emelt Nippurban Larszában, Kisben, Adabban és Ummában. Uralkodásának leglátványosabb emléke az uri zikkurat volt. 
A képzőművészeti alkotásokból azonban alig maradt fenn néhány darab és azok is túl töredékesek ahhoz, hogy a kor művészetéről átfogó képet kaphassunk. A műalkotások hiánya az elámiak rombolásának tudható be, akik véget vetettek a dinasztia uralmának.

## A korai dinasztikus kor építészete

### Templomok
A korai dinasztikus korból több templomot ismerünk, mint palotát. A templomokat évezredeken keresztül egymás romjaira építették. A korábbi háromosztatú templomokat udvaros és az úgynevezett tört tengelyű szentélyek váltották fel.
Alaprajzuk a korábbi korokhoz képest továbbfejlődött, bonyolultabbá vált. Amikor egy templomot újjáépítettek vagy bővítettek tekintettel kellett lenni a körülötte álló lakóépületekre, ezért ezeknek a templomoknak az alaprajza szabálytalan. Amikor új templomot alapítottak egy nyílt területen az épületkomplexum alaprajza szabályos négyszög vagy ovális alakú lett. Az ovális alaprajz csak a korai dinasztikus korra jellemző, a négyszögletes alaprajz továbbra is használatban maradt. A kor építészetének jelentős újítása az úgynevezett konvex téglák használata. A téglák egyik hosszú oldala egyenes, a másik viszont domború volt és gyakran látható rajta készítőjének ujjlenyomata. Az épületek alapját megmunkálatlan kőtömbökből készítették.
Egy templom építésekor az egész területet több méter mélyen felásták, majd a gödröt tiszta sivatagi homokkal töltötték fel. Az így megtisztított területre építették a körülbelül egy méter magas teraszt, amin a templom az udvarokkal együtt állt. A külső fal bejárata mellé két oszlopot állítottak fel, a bejáratot kőlépcsőkön lehetett megközelíteni. A külső udvaron, a bejárattól balra egy különálló, lakóházra emlékeztető épület állt, ahol a templomhoz tartozó adminisztrációt végezhették. A külső udvarból nyílt a nagyméretű belső udvar jól megerősített bejárata. A belső udvaron kutat fúrtak és égetett téglából készült, bitumennel szigetelt rituális medencéket alakítottak ki. Az udvar hátsó részén egy körülbelül négy méter magas emelvényre építették a tulajdonképpeni templomot. Az emelvény lábánál egy oltárt állítottak fel, amelyen állatáldozatokat mutattak be. Az udvar szélén körben számos helyiséget alakítottak ki, amelyeknek funkciója nem kötődött közvetlenül a kultuszhoz. Volt közöttük kőfaragó műhely, pékség, raktár stb. 
Maga a templom egyszerű, négyzetes alaprajzú épület volt, boltíves bejárattal. A templomban az istenség szobra egy fülkében állt a hosszú és keskeny cella végén. A szobor előtt téglaoltár építettek, mellette egy áldozati asztallal, ahova a hívők ajándékaikat elhelyezték. A cellába ezenkívül vázákat állítottak fel, amelyekbe virágokat, ágakat és gyümölcsöket raktak. Kisebb edényekben tömjént és kenőcsöket ajánlottak az istenségnek. A falak mellett alacsony padokon vagy a földön kaptak helyet a hívek kisméretű szobrai.
- Khafádzsában egy dupla kerítőfallal körülvett teraszon álló templomot tártak fel. Ez a Szín-templom és az i. e. 25. században épült.[9] Az építési területet 4,6 méter mélyen felásták és mintegy hatvanezer köbméter tiszta homokkal töltötték fel.[10] Khafádzsa templománál az udvar már fontos szerepet töltött be, és egy kétoldalt oszlopokkal díszített bejáraton keresztül lehetett megközelíteni. A korábbi épületeknél a szentélyhez egy vagy két lépcsőfok vezetett ezt most egy monumentális lépcsősor váltotta fel.
- Mári építészetének jellegzetessége, hogy a templom falai egyenes oldalú téglákból készültek, és az udvaron öt, egy méter átmérőjű oszlop állt. Máriban több templom maradványait tárták fel, ezek közül a Ninni-Zaza istenségnek ajánlott épület van a legjobb állapotban. Az épületegyüttes egy négyzetes alaprajzú udvar körül helyezkedik el, a falak pilasztereit aszfalttal és oltott mésszel borították be, így fehér és fekete csíkok kontrasztjával díszítették a felületet.[11] Az udvar közepén állt a szent kő a baitülosz, amely körül a szertartások zajlottak.
- Tell el-Ubaid templomának alapítási feliratát is sikerült megtalálni,[11] amiből megtudjuk, hogy templomot az első uri dinasztia egyik uralkodója a sumer anyaistennő Ninhurszag tiszteletére emeltette.[11] Falai égetett agyagtéglából készültek és pilaszterek tagolták. A pilaszterek a falakat egymást váltó világos és sötét sávokra osztották fel.
- Eridu: A teraszra épített templomformának egy jelentős példáját Eriduban Urtól néhány kilométerre nyugatra tárták fel. A templomot több mozaikberakásos oszlop, tehénfejet ábrázoló berakásos fríz, valamint egy oroszlánfejű sast és két szarvast ábrázoló kovácsolt rézlemezekből készült magasdombormű díszítette. Az ovális fallal körülvett templomot Aanepada, Meszanepada fia építtette Ninhurszag isten tiszteletére.
- Lagas: Egy harmadik ovális templom romjai Lagasból kerültek elő. Az Istárnak szentelt, és valószínűleg korábban alapított templomot Lagas királya Éannatum emeltette i. e. 2410 körül.[10]

### Paloták Kisben és Eriduban
A legkorábbi palotákat Kisben és Eriduban tárták fel és bár az épületekben nem találtak feliratokat valószínűleg paloták lehettek. A kisi palota az i. e. 26. vagy az i. e. 25. században épülhetett Nagyméretű, monumentális épületek voltak, alaprajzuk hasonlított a templomokéhoz, de azoktól eltérően, miután elhagyták őket helyüket nem használták fel újabb építkezésekhez.
A Kisben feltárt épület a korai dinasztikus korra jellemző domború tetejű téglákból készült, és egy vastag, támpilléres fal vette körül. Közel ötven helyisége szűk folyosókkal elválasztott egységekbe rendeződött. A helyiségek egy része raktárként funkcionált másik részében kemencék és bitumennel bevont medencék maradványait tárták fel. A fő szentélykörzettől délre egy másik palota maradványai kerültek elő, amely három nagyobb részből állt. 
Legkorábban épült része egy 70×40 méteres területen helyezkedett el. Ettől a palotától délre egy másik, oszlopos portikuszból és egy huszonöt méter hosszú oszlopcsarnokból álló épület maradványait tárták fel. Díszítésének töredékei fennmaradtak, agyagpala- mészkő- és kagylóberakásos jelenetek részleteivel. Hasonló töredékek kerültek elő Máriból, Eblából és Eriduból is. Az eridui palota két, csaknem teljesen azonos épületrészből állt, helyiségei udvarok köré csoportosultak.

## Kőmetszés

### Kőmetszés a korai dinasztikus kor I. és II. fázisában

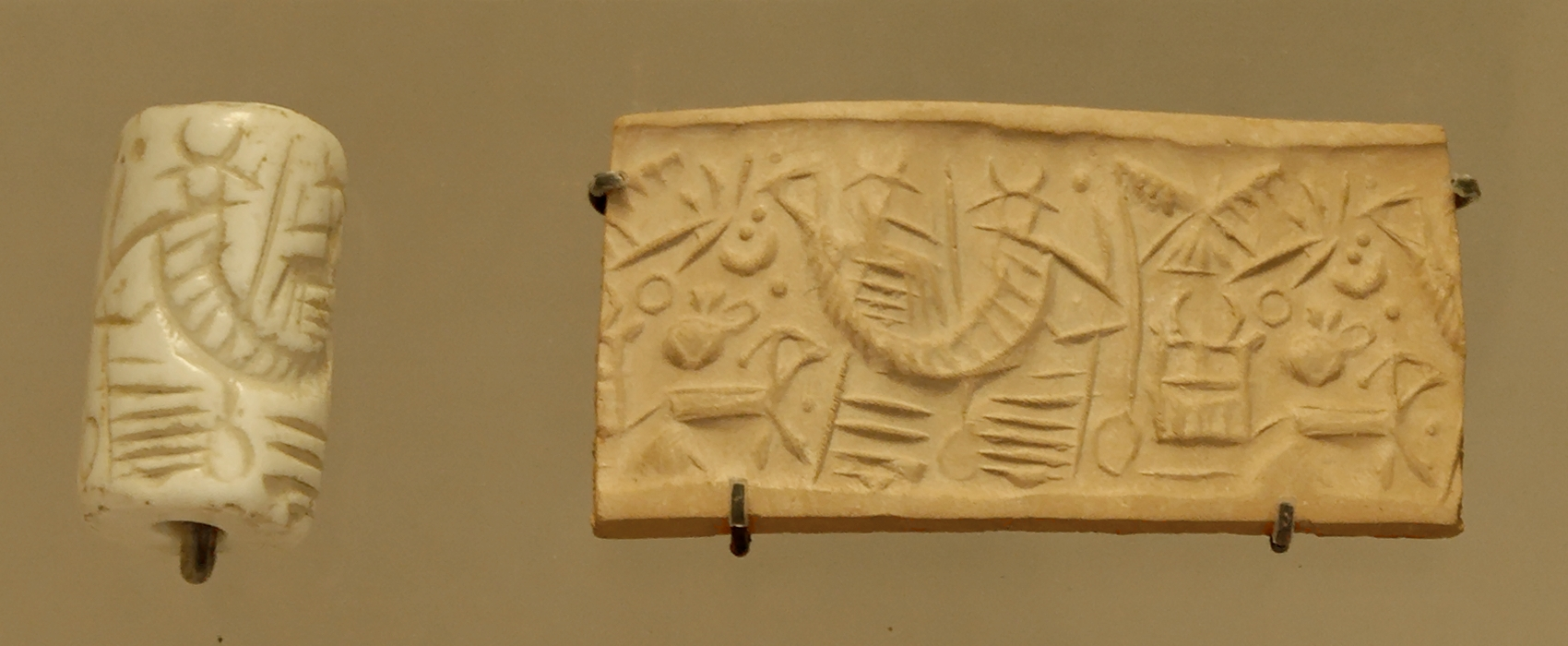
Pecséthenger a korai dinasztikus kor II. fázisából, i. e. 2600 körül, Párizs, Louvre

A korai dinasztikus kor I. fázisában virágzásnak indult a kőmetszés művészete. A pecséthengerek egyre elterjedtebbé és a közigazgatási tisztségviselők megszokott eszközévé váltak. A pecsételőket azonosító feliratokkal kezdték ellátni, amelyekből a tulajdonos társadalmi helyzetére és foglalkozására lehet következtetni. 
A korábbi Uruk-korban ábrázolt témákat nem bővítették, hanem továbbra is néhány vonallal megrajzolt ökrök és kecskék jelennek meg a pecséthengereken. A képet úgy alakították ki, hogy a pecsétet puha agyagba görgetve végtelenített mintákat hozzon létre. A pecséten rendelkezésre álló helyet a fő motívumokon kívül stilizált halakkal, csillagokkal és keresztekkel töltötték ki. Ezt a stílust az úgynevezett brokát-stílusnak nevezik a kisméretű térkitöltő motívumok miatt, amitől a lenyomatok a későbbi szőttesekre emlékeztetnek. A Brokát-stílus, amely a korai dinasztikus kor I. fázisára jellemző előnyben részesítette a rajzot a témával.
A II. fázisban az alakok még vonaljellegűek, de a nagyobb felületeket, például az állatok testét már laposan, a térből kiemelkedve ábrázolták. A III. fázisban jelentek meg a plasztikusan kidolgozott figurák. A pecséteken leggyakrabban egymással harcoló állatokat és fantasztikus lényeket jelenítettek meg. A domborműves fogadalmi kőlapokhoz hasonlóan a pecséteken is gyakran jelenítettek meg szent lakomákat, állatokat és nyájra támadó vadállatokat valamint a nyájak megvédését az oroszlánok támadásától. A nyájra támadó ragadozókat általában egy bikaember győzi le. A pecsétfaragók rendkívül változatosan ábrázolták ugyanazt a témát, a pecsételőknek abból a jellegéből adódóan, hogy mindegyiknek különbözőnek kellett lennie. A II. fázistól a figurák gyakran egymás mögött állnak, keresztezik egymást, így ezek az ábrázolások jobban kitöltik a rendelkezésre álló teret és fölöslegessé teszik a térkitöltő motívumokat. Egyes pecséteken feliratok is megjelennek.

### Kőmetszés a korai dinasztikus kor III. fázisában

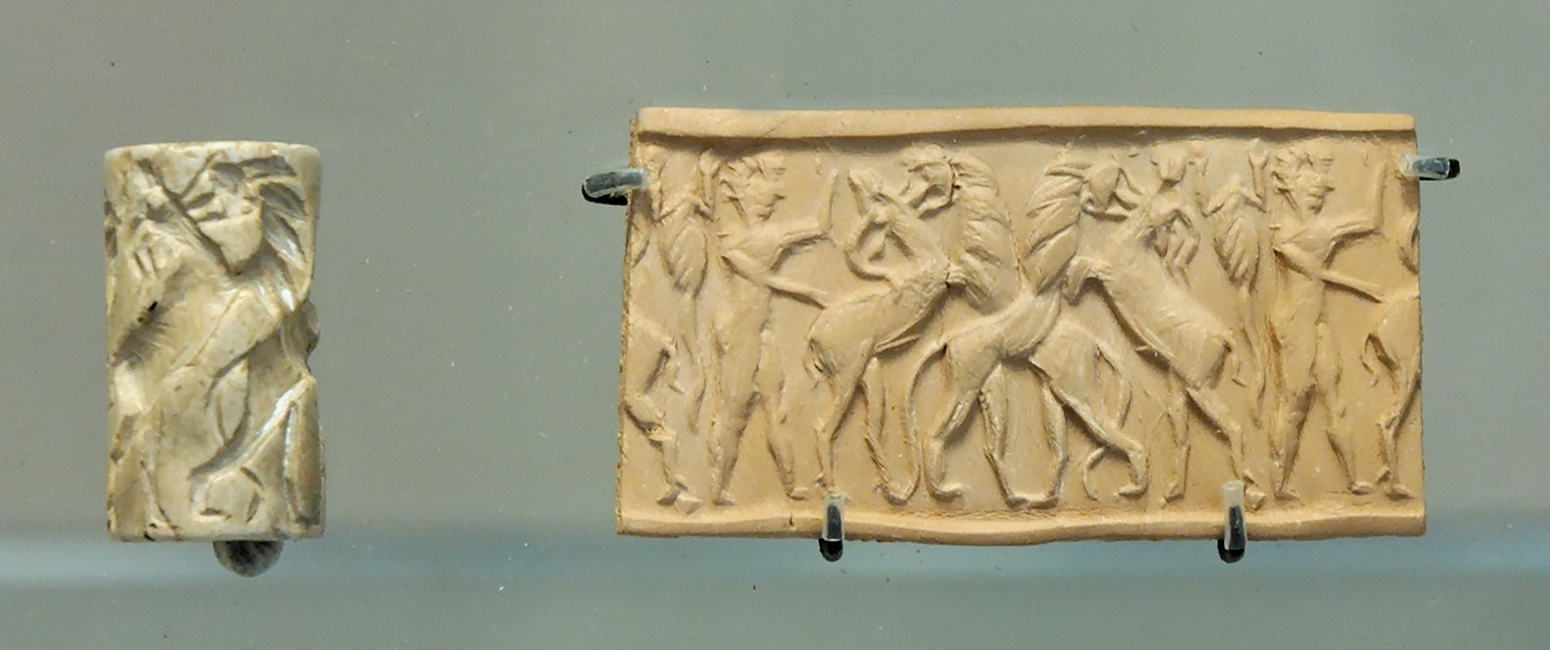
Pecséthenger Mári Istár-templomából, korai dinasztikus kor III. fázisa, Párizs Louvre

A III. fázisban megtartották a II. fázis témáit, de az alakokat térbelien és realisztikusabban ábrázolták. Ez különösen feltűnő a lábak kialakításánál. Időnként egyes állatok alakja még laposabb, de a hős védelmező alakját szinte mindig gondosan, térbelien jelenítették meg, ahol a fény és árnyék hatása erőteljesen kiemeli a központi figurát a lenyomat síkjából. A legtöbb III. fázisból származó pecséten az oroszlánok fejét szemből míg testüket oldalnézetből jelenítették meg. A figurák egy lapos, semleges háttérből emelkednek ki a hősök és bikaemberek arca szélesebbé, plasztikusabbá, a jelenetek zsúfoltabbá váltak. 
A későbbi pecséteken kosok és leopárdok is megjelennek, így változatosabbá válnak a jelenetek. A harcoló, függőlegesen álló állatok teste a pecsételő felső részén keresztezik egymást az alsó részt a lábak ábrázolása tölti ki. Időnként egy-egy állat fejjel lefelé jelenik meg, a kőmetszők így próbálták csökkenteni a jelenetek monotóniáját. Ahogy a figurák egyre kidolgozottabbá váltak (például az állatok sörényének részletes ábrázolásával) a jelenetek egyre zsúfoltabbá lettek, ami veszélyeztette a pecsét lenyomatának értelmezhetőségét. Ezért a csoportok között helyeket hagytak ki, amellyel így elvesztették a lenyomat folyamatos fríz jellegét. A korai dinasztikus kor végére az alakok csoportba bontása nem visszalépést jelentett, hanem egy kiinduló pontot a későbbi továbbfejlődéshez.

## Kővázák
A korai dinasztikus korban a kővázák a korábban ritkán használt szteatitból (zsírkő) készültek. Felületüket alacsony domborművekkel borították, az alakok elhelyezkedése szintén a Brokát-stílusra emlékeztet. A legkorábbi példányok töredékesek. 
Egy Chicagóban őrzött töredéken zenészeket ábrázoltak ahogy hangszereiket bal kezükben tartva valószínűleg egy uralkodó vagy istenség mára elveszett alakja elé járultak. A zenészek hajukban tollakat viselnek, hangszereiket eredetileg berakások díszítették. A figurák közötti szűk tereket virágmotívumokkal töltötték ki. A korszakból származó másik jelentős darab a Khafádzsából előkerült, jelenleg a londoni British Museumban őrzött kőváza. A váza felületét szinte teljes egészében elborító alakok négy csoportba rendeződnek és egy folyamatos frízt alkotnak. Az ábrázolt képek jelentését eddig nem sikerült megfejteni, de valószínűleg a természet erőivel állnak kapcsolatban. Egy hosszú hajú figura két bikán ül, fölötte egy kígyó, a növekvő Hold és egy hatágú csillag a Vénusz bolygó, és Istár istennő jelképe. Az alak kezéből két folyó ered, amelyekből növények sarjadnak. 
Az alak másodszor is megjelenik a vázán, ezúttal két párduc hátán állva, mindkét kezében egy-egy kígyóval. A harmadik csoportot egy oroszlán és egy sas alkotja, ahogy egy bika tetemét marcangolják, a negyedik csoportban medvéket ábrázoltak. A kővázák nagy része a korai dinasztikus kor II. szakaszához köthetők. A későbbi, III. periódusban a vázákat egyszerűbb, ornamentális díszítésekkel látták el.

## Kőszobrászat
A kőszobrok, amelyekről azt hitték, hogy saját életük van kivétel nélkül a templomok számára készültek. Az istenszobrokból kevés maradt ránk, azért mert vagy drága anyagból vagy aranyborítással készültek. A szobrokat színes festéssel díszítették a szemek kagylóberakásból készültek. Az egykorú egyiptomi tömbszerű szobrokkal ellentétben a karok szabadon vannak a testtől, időnként a lábak is, melyek gyakran hátsó támaszték nélkül hordozzák a test súlyát. A szobrok így gyakran eltörtek, számos alkotást már az ókorban megjavítottak. A test alakját geometrikus formákra egyszerűsítették le. Ez a sematikus szobrászat elterjedt a Dijála-folyó völgyében és Mezopotámia déli részén. 
Hasonló szobrok kerültek elő Khafádzsai Szín isten templomából (Irak, Bagdad Múzeum) is. Egy másik, sematikus, mégis rendkívül kifejező egymást átkaroló hívő párt megjelenítő szobrocskát tártak fel Inanna istennő nippuri templomában. A férfialak szeretettel karolja át felesége vállát, míg másik kezével az asszony csuklóját fogja meg. Egyes alkotások művészi színvonala megkérdőjelezhető, vannak közöttük aránytalan vagy egyszerűen elrontott darabok is. Ez azzal magyarázható, hogy Mezopotámiában kevés volt a megmunkálásra alkalmas kő, így a szobrászok nem tudtak elég gyakorlatot szerezni.
A ritkán előkerülő kidolgozottabb, magas művészi színvonalú tárgyak besorolása ezért nehézségekbe ütközik. Ilyen a Guennol-oroszlán, amelyet bár Bagdad közelében találtak, mégis inkább elámi eredetűnek tartanak.

## A korai dinasztikus kor I. és II. fázisának kőszobrászata

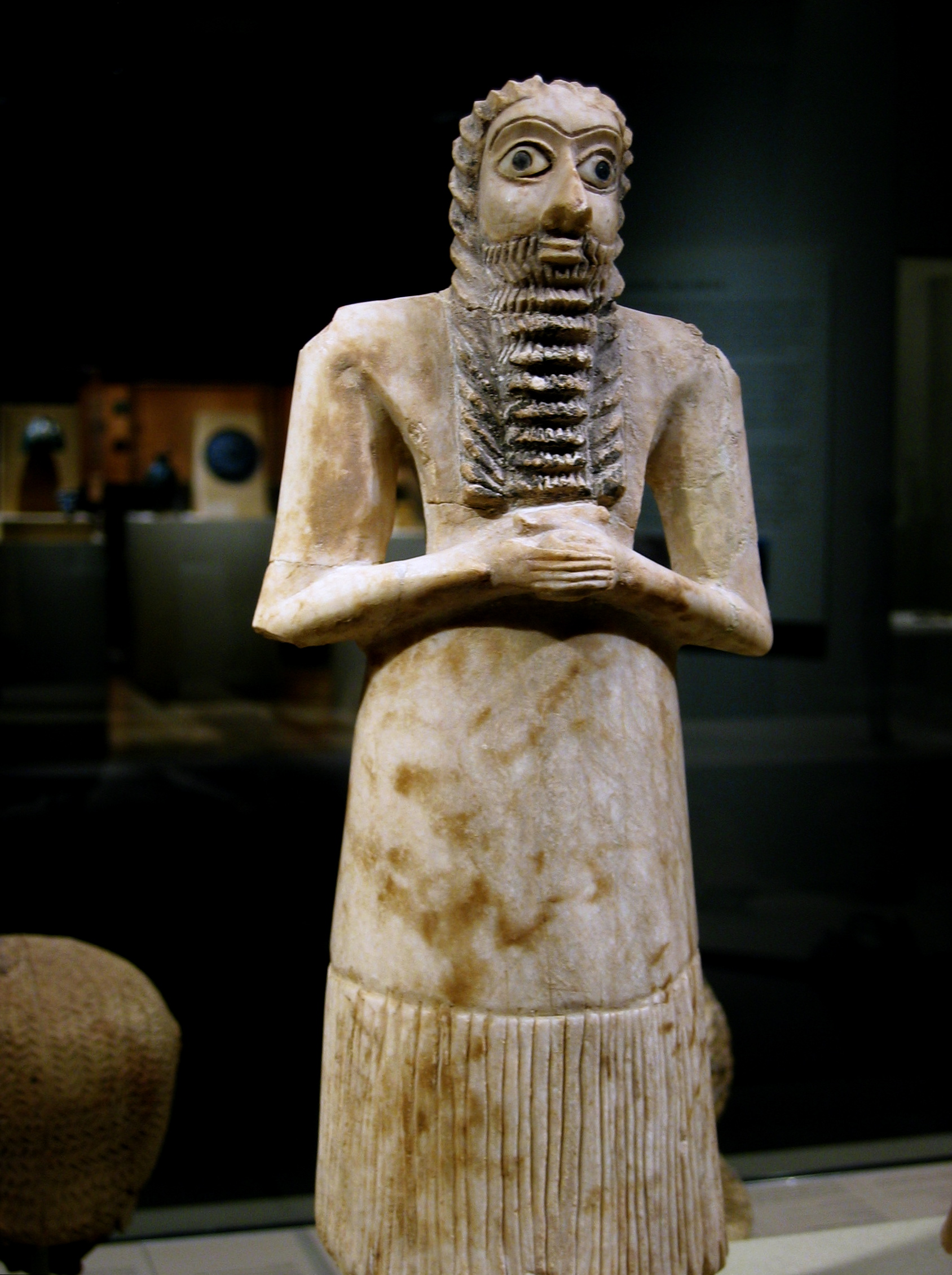
Hívő szobra a tell-aszmari Abu-templom szoborcsoportjából. I. e. 2750 – i. e. 2600 körül

### A tell-aszmari Abu-templom szoborcsoportja
A korai dinasztikus kor I. fázisában alakult ki a később elterjedt szokás, hogy a hívők az istenség előtt saját magukat helyettesítő szobrokat állítottak fel. Az esnunnai (ma Tell-Aszmar) „Négyzetes templom” egyik oltára alatt tíz ilyen szobrot találtak, ahova vészhelyzet, vagy a templom újjáépítése miatt átmenetileg elásták.
A szobrok közül kettőt eredetileg istenszobroknak gondoltak, de valószínűleg emberi lényeket ábrázolnak. Az i. e. 27. vagy esetleg az i. e. 28. században készülhettek jelenleg a Bagdadban és Chicagóban láthatók. A tudósok véleménye megoszlik arról, hogy valóban istenségeket ábrázolnak-e, elképzelhető az is, hogy hívek szobrairól van szó. A manapság leginkább elterjedt értelmezés szerint az istenség híveit ábrázolják, mivel egyikük sem mutat nyilvánvaló isteni tulajdonságokat.
A két szobor három jellegzetességében különbözik a többi, híveket ábrázoló alaktól. Nagyobbak, mint a többi szobor, talapzatukra domborműveket véstek, és szemeiket hatalmasra méretezték. Egy férfi és egy női alakot ábrázolnak, a férfialak 72 centiméter magas, talapzatára egy sas és két gazella alakját vésték. Ha az alak valóban egy istenség szobra akkor a templomban talált feliratos váza alapján Abuval a vegetáció istenével azonosítható.
A kevésbé gondosan kidolgozott 56 centiméter magas női alak talapzatára valószínűleg fiának képét vésték. Mindkét alak egy kupát a többi szobor közül néhány faágat tart a kezében. A szobrok valószínűleg egyszerre készültek és eredetileg is egy csoportot alkottak. A többi szobor kialakítása változó művészi színvonalat képvisel. Legfőbb jellegzetességük a nagyméretű, átható tekintetű szem. A testeket igen sematikusan, csaknem geometrikus formákra egyszerűsítették le, a felső kar téglatest formájú, a mell lapos, az összekulcsolt kezek kisujja spirál alakú. A hajat kétfelé választották és a szakállhoz hasonlóan vízszintes csigákkal érzékeltették. Az alakok válla merev és széles, kezüket hasuk előtt összekulcsolják, könyökük hegyes. A férfialakok csonkakúp alakú szoknyát viselnek, gyapjúcsomókból álló szegéllyel. A női alakok testét köpeny borítja, amely fedetlenül hagyja jobb vállukat és karjukat.

### Állatszobrok és keveréklények
A legjelentősebb alkotások közé tartozik egy Khafádzsából származó trónszék karfája, amelyet emberfejű bika alakjára formáztak. Egy másik ugyanott előkerült tehénszobor áttetsző szerpentinből készült. Fejét vastag szakáll keretezi, hátulról emberi haja van. Valószínűleg Nintut a születés istennőjét ábrázolja, erre bizonyíték, hogy az istennőnek ajánlott templomban találták, ezenkívül mérete megegyezik a templom oltárának méretével. Azt, hogy a figura miért szakállas eddig nem tudták megmagyarázni, elképzelhető, hogy emberfeletti hatalmát hangsúlyozták vele. Mindkét szobor a korai dinasztikus kor II. fázisában készült.

### Ninhurszag istennő ubaidi templomának szobordíszítése
Az uri Aannepadda király által az i. e. 25. században Ninhurszag istennőnek épített ubaidi templomból előkerült a bejárat néhány díszítőeleme. Az egyik a bitumenbe mészkőberakással díszített úgynevezett Tej-fríz. A jelenten néhány férfi az istenség szent nyáját gondozza, jobboldalt néhányan a borjaikkal megjelenített teheneket fejik. A kép középpontjában egy istálló áll, ahonnan előjönnek az állatok. Baloldalt szintén férfiak dolgozzák fel a tejet, nagy korsókba öntik és leszűrik. Egy hétköznapi jelenetről van szó, amely templom díszítésén rituális színezetet kapott.

## A korai dinasztikus kor III. fázisának kőszobrászata

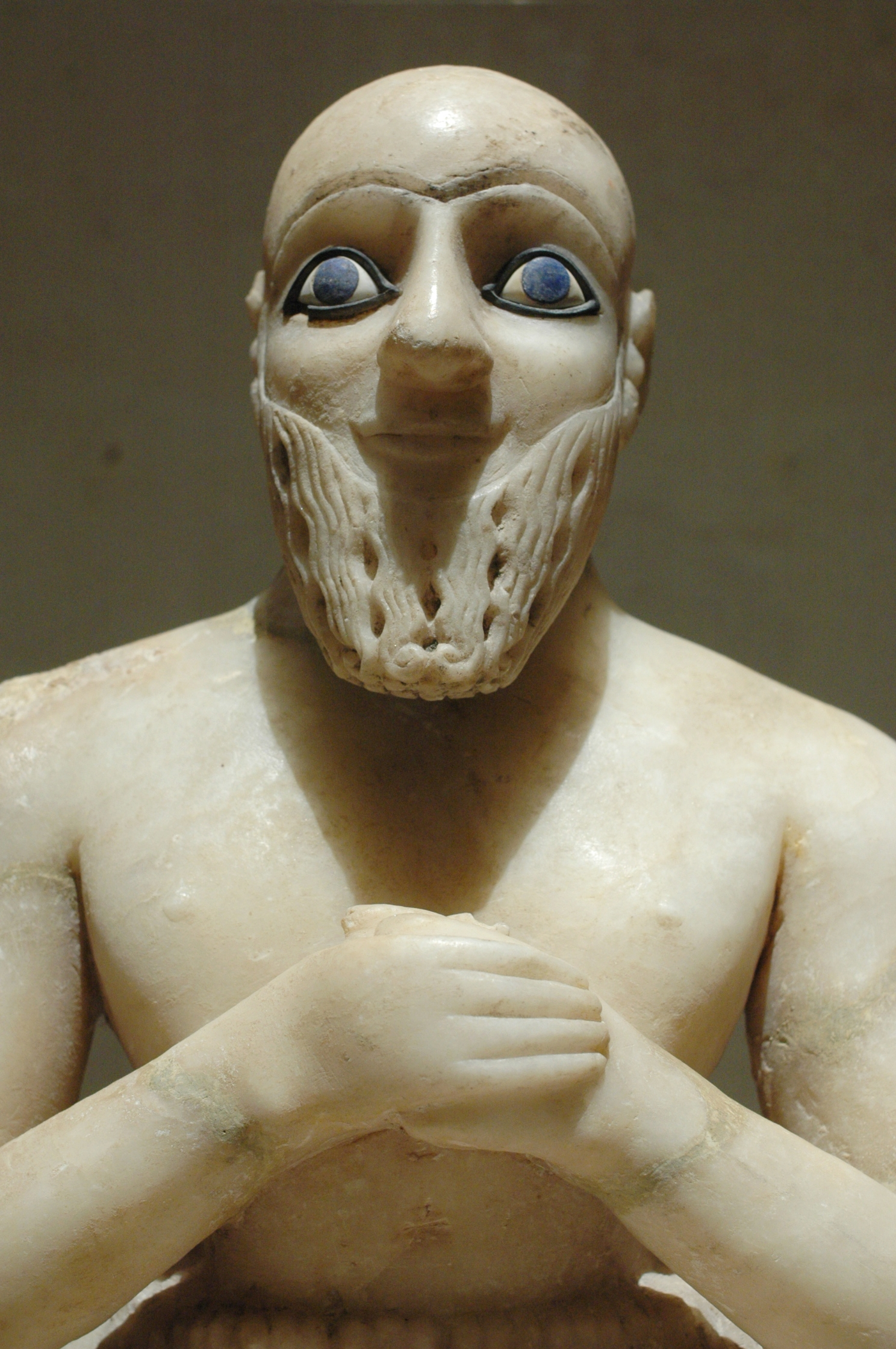
Ebisil ülő szobra Máriból, i. e. 2400 körül, Párizs, Louvre

A korai dinasztikus kor III. fázisában a kőszobrászat teljesen átalakult. A szobrászok finomították a kőfaragási technikájukat és naturalisztikusabb ábrázolásra törekedtek. A formák lekerekítettebbé váltak és a részleteket pontosabban kidolgozták. A kiterjedt sumer kereskedelmi kapcsolatok lehetővé tették az értékes kövek, mint bazalt és diorit importját, így a művészek nem csak a helyi mészkövet használták fel alkotásaikhoz. 
A kialakult stílus enyhített az alakok merevségén és nagyobb figyelmet szentelt az anatómiai részleteknek és mozdulatoknak, valamint az öltözék ábrázolásának. Az alakok csonkakúp alakú szoknyát viselnek, amelyet egymás mellé helyezett gyapjúcsomókként jelenítették meg. A szoknyák alakja a legkidolgozottabb alkotásokon követték a test vonalát. A figurákat elégedetten mosolyogva ábrázolták, az alakok testesebbek, mint a korábbi alkotásokon, így hangsúlyozták társadalomban elfoglalt magas rangjukból származó jólétüket. Az alakok szakállát már nem sematikusan ábrázolták, tömegének érzékeltetéséhez fúrót használtak. A fej kialakításánál az arc és a koponya arányát megváltoztatták, valósághűbb ábrázolásra törekedtek. Korábban az arc a koponya nagy részét elfoglalta, ennek az volt az oka, hogy csak így tudták a természetellenesen nagy szemeket kialakítani.
Hasonló szobrok egymástól több száz kilométer távolságra eső helyekről is előkerültek, ez bizonyítja, hogy Mezopotámia művészete a korban egységesnek tekinthető. A szobrok között ritkán fordulnak elő női alakok és a Khafádzsából illetve Máriból előkerült darabokból kiderül, hogy kidolgozottságuk alacsonyabb színvonalú.

### Mári szobrászata
A korai dinasztikus kor III. fázisában Mári volt az egyik központ ahol kiemelkedő eredményeket értek el. A legszebb szobrok Istár és Ninni-Zaza templomaiból származnak. A legjelentősebb darabok a damaszkuszi Nemzeti Múzeumban őrzött Ur-Nanse szobra, és egy ülő papnő aki egy a fejét borító gyapjúcsomókból álló palástot visel. Máriból portrék is előkerültek, Ebih-il városi elöljáró, (Párizs, Louvre), Iku-Samagam király és Nani tisztségviselő szobrai a legrégebbi ismert képmások közé tartoznak. Az alakokat imára kulcsolt kézzel, végtelenbe néző tekintettel ábrázolják. Arckifejezésük, szelíd, békés. Harangra emlékeztető, báránybőrből készült öltözéket, úgynevezett kaunakészt viselnek, ahol a gyapjú szálait gondosan kidolgozva jelenítették meg.
- Ebisil szobra: a máriban épült Istár-templom egy hivatalnoka által felajánlott szobor i. e. 2400 körül készülhetett.[25] Szobra a korai dinasztikus kor egyik remekműve. Szoknyája különösen természetes hatású, a gyapjúcsomók rendezetten helyezkednek el egymás mellett és követik az alak testtartását. A fehér kőből készült szobor szemeit bitumennel, kagylóval és lazúrkővel rakták ki. A férfialak egy nádfonatos zsámolyon ül, kezét a tisztelet jeléül összekulcsolja. Bár Mári több száz km-re feküdt a dél-mezopotámiai városoktól mégis magán viseli a sumer civilizáció számos jellegzetességét.
- Ur-Nanse szobra: Szintén ebből a templomból került elő az „Ur-Nanse az énekes” feliratú szobor.[25] Bár neve férfinév, a szobor mégis nőies hatású elképzelhető, hogy Ur-Nanse a templom szolgálatában álló eunuch lehetett.[25] Ur-Nanse szobránál a művész korábban ismeretlen testtartással kísérletezett; a kaunakész alól előbukkan az énekes összekulcsolt lába.

### Fogadalmi domborművek

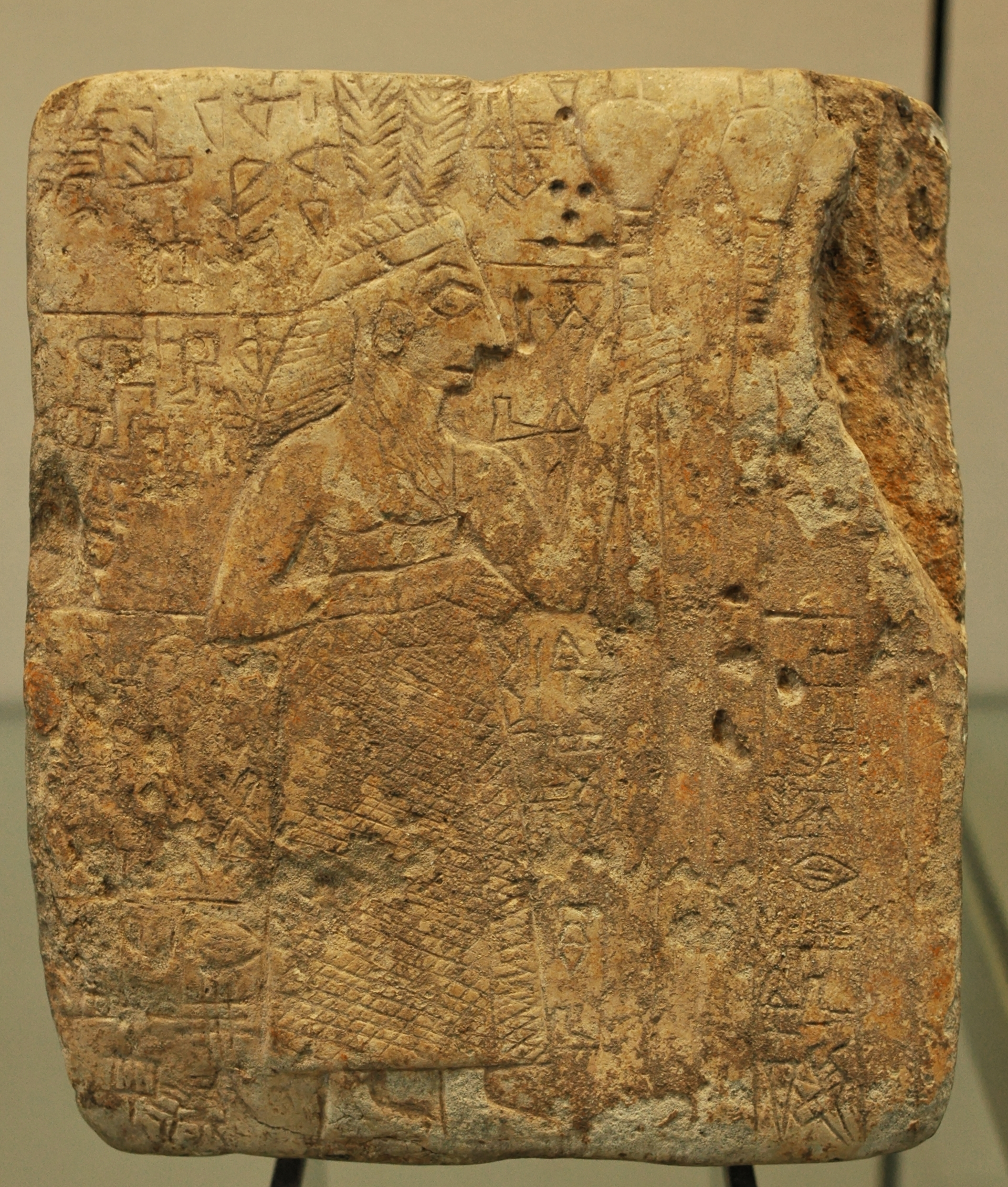
Tollkoronás király fogadalmi domborműve, i. e. 2700 körül, Párizs, Louvre

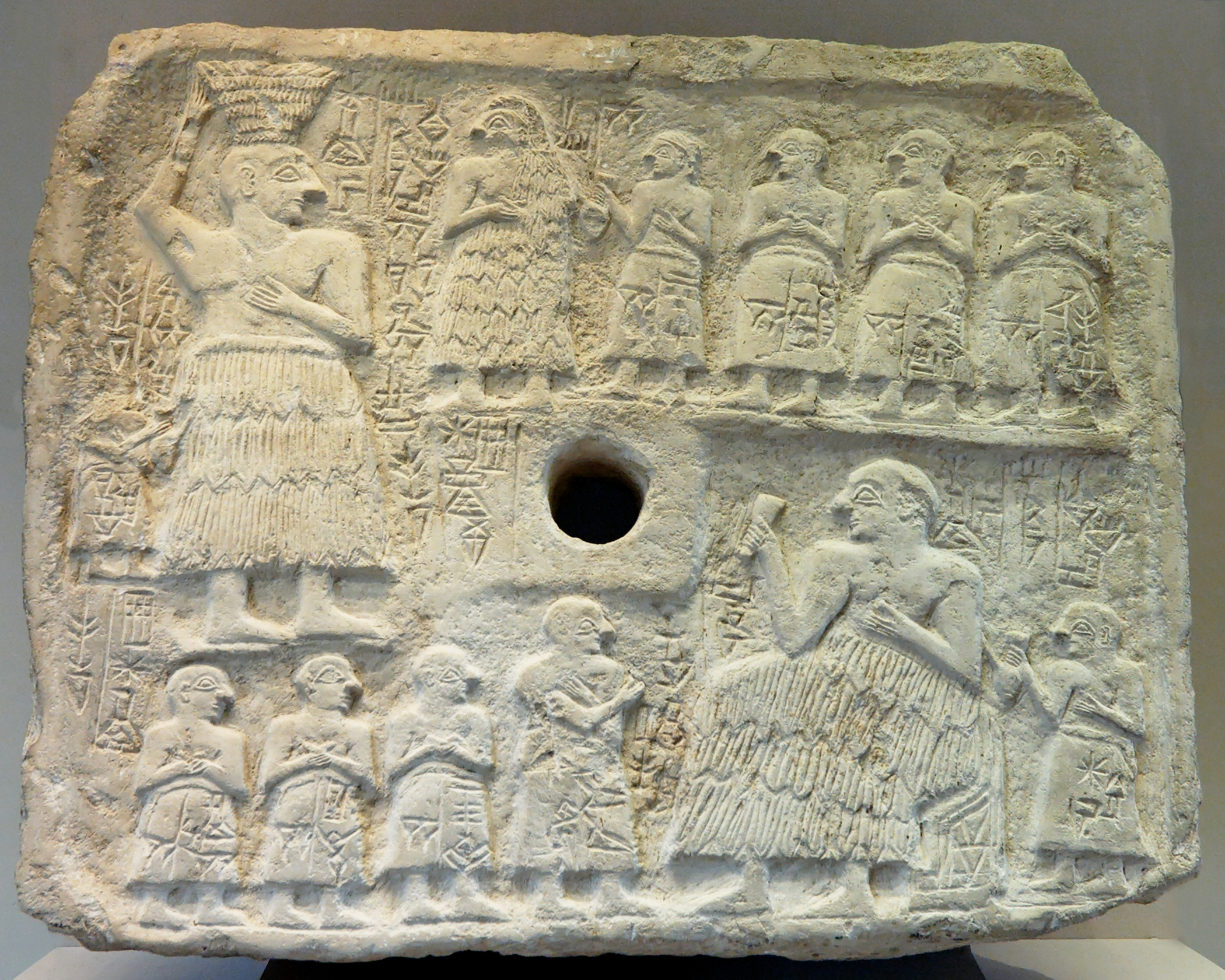
Ur-Nanse fogadalmi domborműve, i. e. 25. század, Párizs, Louvre

A kőlapokon általában a király és a királyné szent lakomáját láthatjuk, de vannak az istenségek tiszteletére bemutatott italáldozatokat, hajózást vagy mitológia jeleneteket bemutatott képek is. A lakomajelenetekről korábban azt gondolták, hogy az újesztendő megünnepléséről van szó, mely Mezopotámia egyik legfontosabb vallási ünnepe volt és a mezőgazdasági ciklus befejeződésével állt kapcsolatban. Ezt a elképzelést azonban a kutatók később elvetették.
A legrégebbi ismert fogadalmi domborművek a korai dinasztikus kor II. fázisából származnak. Az egyik legkorábbi példány az úgynevezett Tollkoronás király domborművekkel díszített kisméretű mészkő táblája Tellóból (i. e. 3. évezred eleje, Louvre). Férfialakot ábrázol, egy még az előző korszakhoz kapcsolódó papkirály-ábrázolás ikonográfiája szerint hálószerű szoknyával, fején szalaggal. A fején látható madártoll vagy faág isteni természetére utal. Ez a szarvakkal díszített korona egyik első változata, amellyel a mezopotámiai művészek később isteneiket jelenítették meg. Szintén a korai domborművek közé tartozik egy lakomajelenetet ábrázoló fogadalmi kőlap Nippurból (Bagdad, Irak Múzeum) 3. évezred első feléből, és egy lakomát és hajósokat megjelenítő kőlap Dél-Mezopotámiából, (i. e. 3. évezred első fele, Louvre). A domborművek túlnyomó többsége kisméretű, négyszögletes és elsősorban nem dekoratív célra készültek, hanem egy jelentős eseményre emlékeztetnek. 
A korai darabokon az alakok időnként aránytalanok és kevésbé kidolgozottak, a későbbi domborműveken az ábrázolások életszerűbbek. Egy Khafádzsából előkerült sztélén (Bagdad, Irak Múzeum) a jelenetek három sávba rendeződnek. A felső sáv jobb szélén egy szakállas ülő férfialak faágat vagy egy marék datolyát tart a bal kezében, míg jobb kezével egy kupát vesz át egy szolgálótól. A sáv bal szélén egy nőalak látható, szintén kupával a kezében, miközben egy mögötte álló szolgáló legyezi. A két főszereplő között zenészek játszanak hangszereiken. A középső sáv három részre oszlik, középen egy négyszögletes lyukkal, kétoldalt jelenetekkel az ünnepségre való készülődésről. A szolgák sörrel teli korsót cipelnek, állatokat hajtanak. A legalsó sáv nagyobbik része elveszett, elképzelhető, hogy a hiányzó darabon egy harci szekeret ábrázoltak.
Ehhez hasonló fogadalmi domborművek sok helyen előkerültek. A rajtuk látható jelenetek kismértékben változhatnak, például az alsó sávban időnként harci szekér helyett hajó jelenik meg, vagy birkózó, esetleg táncoló alakok. Néhány dombormű azonban jelentősen különbözik a többitől, az is elképzelhető, hogy dekorációs céllal készültek. Az egyik ilyen tábla a rajta lévő felirat szerint egy buzogány tartójaként funkcionált. A domborművek közepén lévő lyuk lehetett a buzogány tartója, vagy a táblákat így szegezték a templomok falára, esetleg a lyukon át folyt el az áldozati állatok vére. Egyik táblát sem az eredeti helyén találták meg, így a rajtuk lévő lyuk szerepét eddig nem sikerült tisztázni.

#### Ur-Nanse fogadalmi táblája
A jellegzetes korai dinasztikus kori fogadalmi táblák egyik leghíresebb példája. Az i. e. 25. században készült, jelenleg a párizsi Louvre gyűjteményében található. Az építő király ikonográfiájának olyan nagy hatású példája, amely a mezopotámiai képi világ olyannyira jellegzetes motívumává vált, hogy még az i. e. 1. évezred királyait is sokszor hasonló módon ábrázolták. 
Az alakok kidolgozása nem kimagasló, de a táblát a megjelenített tér tudatos elrendezése jellemzi. Az alakok szebben kidolgozottak, mint a korábbi táblák alakjai, de még mindig kevéssé dekoratívak. A szobrász a teret két „L” alakú területre osztotta fel, ami lehetővé tette, hogy a figurákat kiegyensúlyozottan helyezze el e képben. Így tudta biztosítani, hogy a nagyobb méretűnek ábrázolt uralkodó alakjához nem kellett természetellenes módon összenyomnia a jelenetet. A táblán lévő szöveg templomépítésről és a hozzávaló faanyag szállításáról szól. Ur-Nanse egy kosár agyagot cipel a fején amelyből majd vályogtéglákat készítenek az új templomhoz. A tábla alsó sarkában Ur-Nanse megünnepli az elvégzett feladatot, a két sávban rajta kívül családtagjait láthatjuk, akik a rajtuk ékírásos lévő feliratok alapján azonosíthatók. 
Ur-Nanse előtt felesége vagy lánya és négy fia áll, köztük a trónörökös Akurgal. Mögötte pohárnoka Anita kapott helyet. A lenti sávban az uralkodó mögött egy másik pohárnok jelenik meg, az nem egyértelmű, hogy a táblán miért két pohárnokot jelenítettek meg.

#### Keselyűsztélé

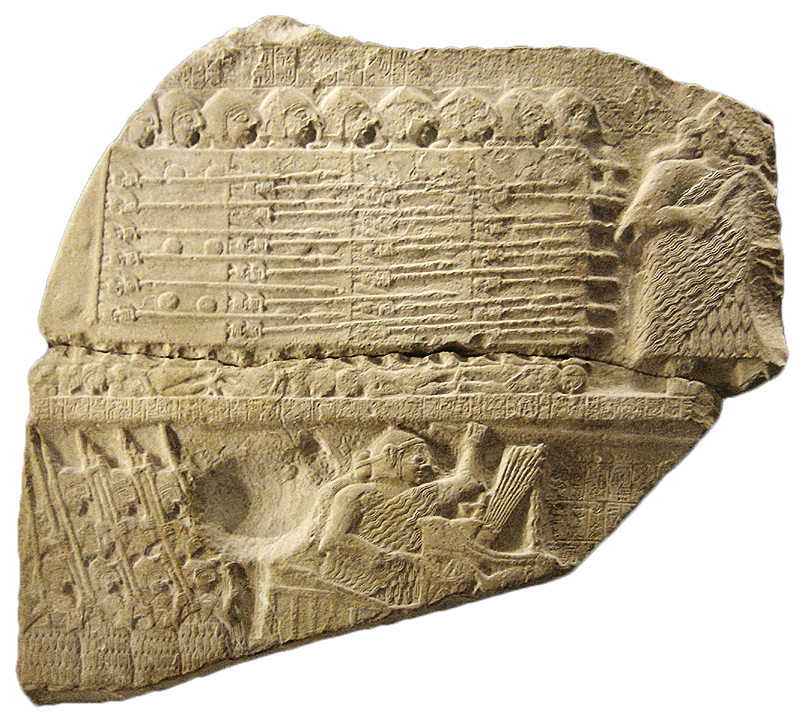
A Keselyűsztélé egy részlete, i. e. 2450 körül, Párizs, Louvre

Egy másik jellegzetes domborműtípus volt a háborús sztélé. A háborús sztélék esetében nem dekorativitásra törekedtek, a legfontosabb cél az események megjelenítése volt. Eddig a legjobban megőrzött példányt Lagasban tárták fel, és a város királyának Éannatumnak a győzelmét örökíti meg a szomszédos város Umma felett. 
Ez a „keselyűsztélé” (i. e. 2450 körül, Louvre) és Lagas királya, Éannatum megrendelésére készült. A sztélével az uralkodó egyrészt a közeli Umma város fölött aratott győzelmét kívánta megünnepelni, másrészt azt, hogy újból átvette az ellenőrzést a terület és a csatornahálózat felett. A megbízó és a művész elsőrendű szándéka az volt, hogy Éannatum király és istene Ningirszu hatalmát dicsőítse, valamint, hogy emlékoszlopot állítson a két ország határára, amely reményei szerint elhárítja Umma királyának a jövőbeli ellenségeskedéseit. A művész néhány kifejező jelenetbe sűrítve ábrázolta a sumer városállamokat összekapcsoló erők bonyolult rendszerét, miközben királya és védőistene nagyságát hirdette. A hosszú ékírásos felirattal ellátott kőtábla kiemelkedő példája egy történelmi esemény képekben történő elbeszélésének.
A sztélén található szöveg leghosszabb része Umma legyőzött királyának hűségesküjét tartalmazza. Az ellenségeskedés azért tört ki, mert Umma város lakossága elpusztította a két város között álló határkövet és lagasi területeket foglalt el. Éanatum elpanaszolta ezt Ningirszunak, Lagas város védőistenének, és kérte tőle, hogy sújtson le ellenségeire. Válaszként Ningirszu megjelent álmában és megígérte, hogy a csatában győzni fog. 
A sztélé egyik oldala a csatában részt vevő emberi, a másik az isteni erőket jeleníti meg. Az emberi oldalon a sztélé felső részén Éannatum katonáit vezeti a csatába mögötte látható lándzsás hadserege pajzsokkal védi magát. A katonák az ellenség halottai fölött vonulnak. Jobbra keselyűk és oroszlánok marcangolják a holttesteket. A sztélé nevét erről a jelenetről kapta. Alatta Éannatum ismét megjelenik, ezúttal harci szekerén, és úgy tűnik lándzsáját Umma királya fölé emeli. Az alsó sávban egy hasonló jelenet ismétlődik meg ahol a legyőzöttet egy mára elveszett alak lándzsája találja el. 
A sztélé legalján Éannatum halott katonái temetésén vesz részt, ahol a holttesteket sorokba rendezik, kosarakban földet hordanak a tömegsírra majd feláldoznak egy ökröt Ningirszu isten tiszteletére. Az isteni oldalon Ningirszu isten személyesen áll ki a megtámadott Lagas mellett, hálóba gyűjti ellenségeit, majd elpusztítja őket. A hálót az istenség ábrázoló szimbólum (az oroszlánfejű sas két oroszlánnal) zárja le. Az istenség alakja elfoglalta a sztélé magasságának kétharmadát, mögötte egy kisebb istenalak látható, legalul pedig harci szekere. A szekéren újból feltűnik jelképe, az oroszlánfejű sas.
A többi előkerült háborús sztélémaradvány túl töredékes ahhoz, hogy rekonstruálni lehessen a rajtuk ábrázolt eseményeket. A sztéléken kívül más helyeken, bútorként vagy dekorációként használt kisebb méretű tárgyakon is megjelenítettek háborús eseményeket. Ezek közül leghíresebb az úgynevezett uri jelvény vagy más néven uri standard.

## Fémművesség

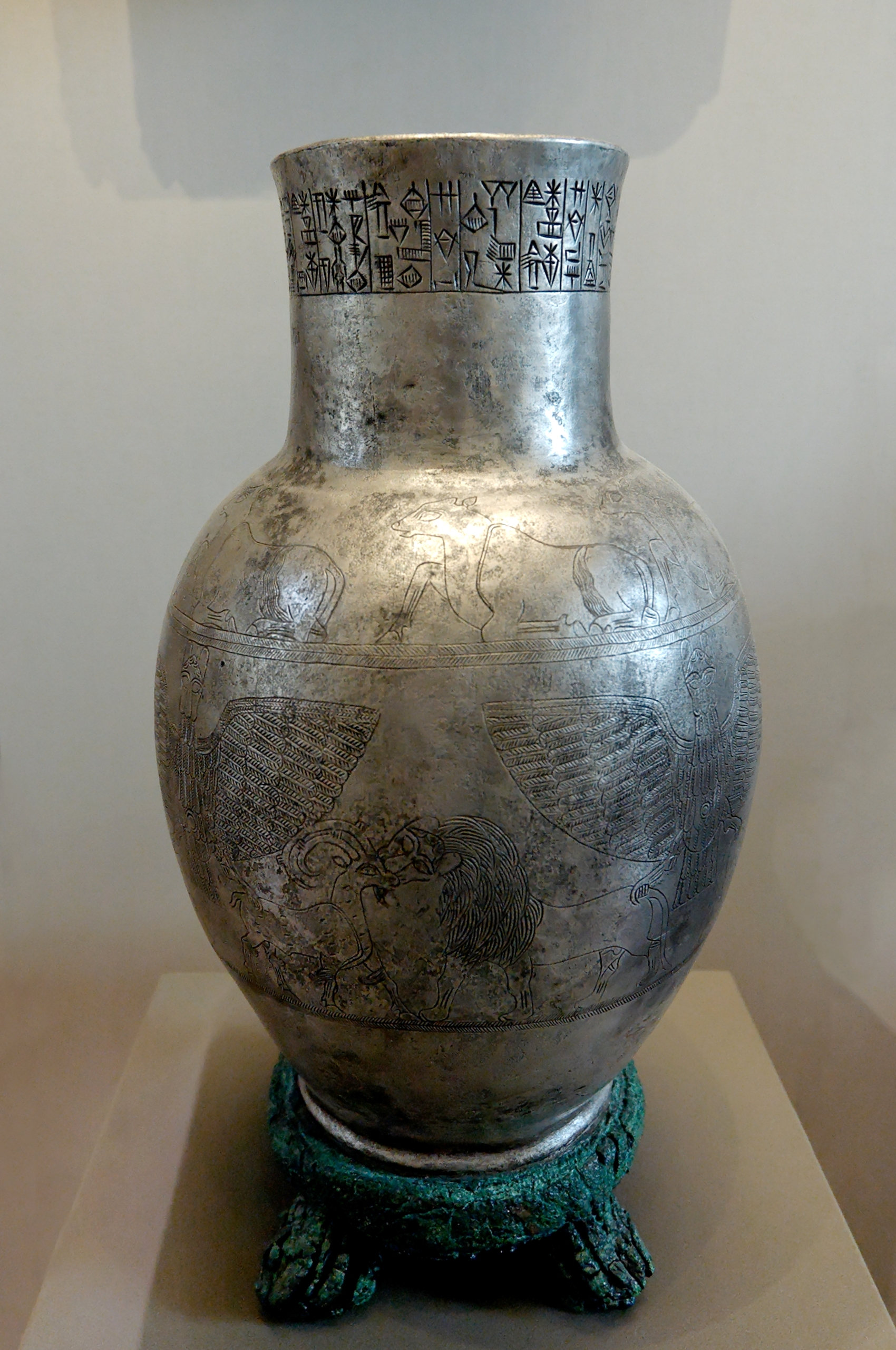
Entemena fejedelem Ningirszu istennek ajánlott vázája, i. e. 25. század második fele, Párizs, Louvre

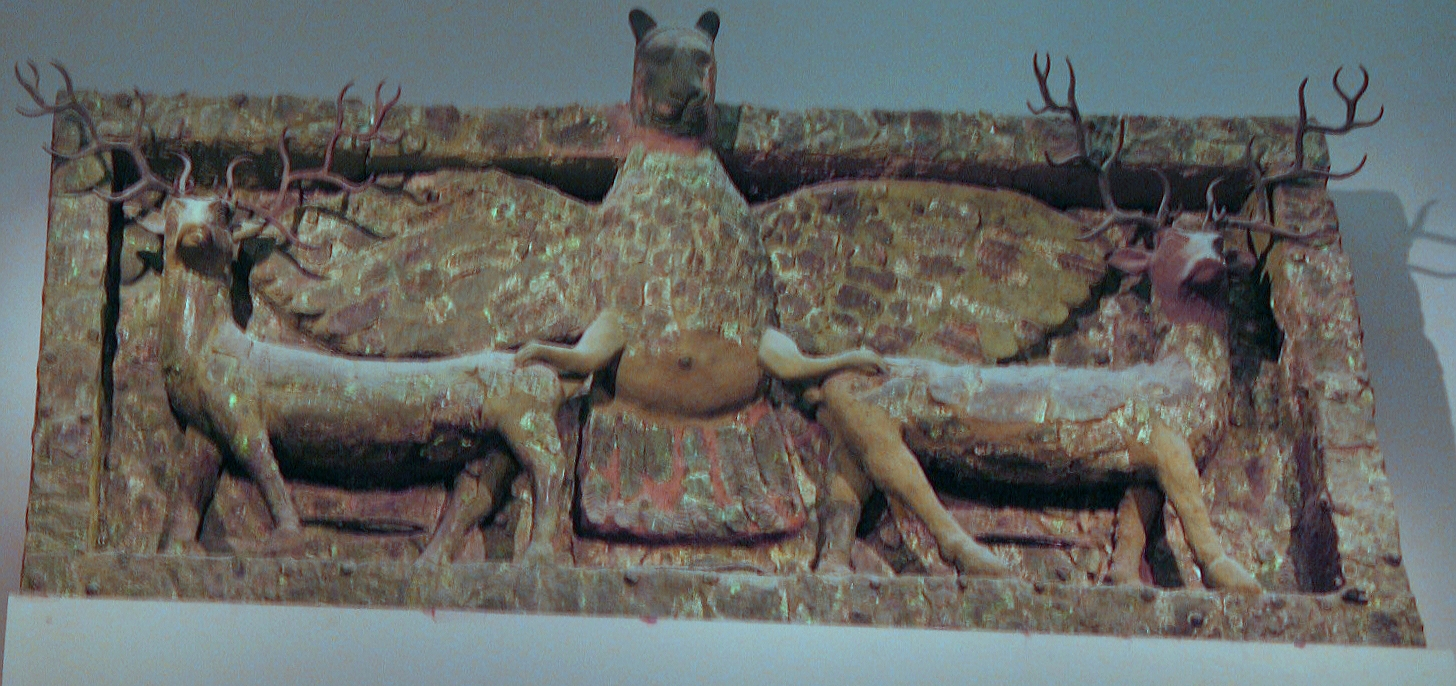
Imdugud isten domborműve, Ninhurszag istennő Ubaidi templomából, i. e. 25. század, London, British Museum

Az i. e. 3. évezred folyamán a fémművestechnikák jelentős fejlődésen mentek keresztül, főleg a bronzmegmunkálás területén. Napjainkra kevés művészileg jelentős fémtárgy maradt meg, főleg azért, mert anyagukat folyamatosan újrahasznosították. Mezopotámia fémben szegény ország, a fémeket főleg az anatóliai és az iráni fennsíkról importálták.
Jelentős fémszobrokat ismerünk a korai dinasztikus kor II. fázisából. Khafádzsából három sértetlen rézszobor került elő, közülük az egyik 62 a két kisebb 38 centiméter magas. A figurák egy állványon állnak, amelyekre valószínűleg tömjént helyeztek el a hívők a szobrok lába elé. Ezeket az alakokat alkotóik nem szobroknak, hanem inkább templomi berendezési tárgyaknak tekintették. Azt nem lehet megállapítani, hogy az alakok embereket vagy istenségeket ábrázolnak. 
Ezenkívül számos kisméretű, de gondosan kidolgozott fémszobrot ismerünk. Az egyik jelentős rézszobrot a khafádzsai Ninhurszag-templomban tárták fel. Ez egy kettős váza, ahol a vázákat két birkózó alak fején helyezték el. Az i. e. 27 vagy i. e. 26. században készülhetett (Bagdad, Irak múzeum). Tell-Agrabban került elő egy, az i. e. 27. vagy az i. e. 26. századból származó kisméretű kocsimodell, amelyet négy lóalkatú, általában vadszamárnak gondolt állat húz. Bár a szobor erősen korrodálódott, részletei még így is felismerhetőek. A kocsi egyszerű szerkezetű, nincs oldala, így az álló hajtónak a kocsi közepéből kiálló rudat kell szorítania lábával, hogy el ne veszítse egyensúlyát. Az állatokat zablával és egy mára már elveszett ostorral irányítja. Az arany- és ezüsttárgyak legnagyszerűbb példái az uri királyi temetőből kerültek elő. Úgy tűnik, a korai dinasztikus korban egyformán fejlett volt a kő- és fémszobrászat, egymásra mégsem gyakoroltak nagy hatást, ami rendkívül szokatlan.

### Entemena fejedelem ezüstvázája
A sumer fémművesség egyik legismertebb darabja a jelenleg a párizsi Louvre-ban őrzött, a lagasi Entemena fejedelem Ningirszu istennek ajánlott réz alapon álló ezüstvázája (i. e. 25. század második fele) Tellóból (Louvre). A vázán két sávban láthatók bevésett jelenetek, a sávokat halszálkaminta választja el egymástól. 
A Ningirszu isten templomából előkerült vázát reprezentációs célokra használhatták. Ningirszu a viharok és az áradások istene volt, erre vezethetők vissza a váza alsó sávjában látható erőteljes jelenetek. A felső sávban borjúk láthatók, az alsón az istenség oroszlánfejű sas alakjában többször is megjelenik. Egyszer két oroszlánt ragad meg karmaival, majd két kecskét, ismét két oroszlánt, majd végül két ökröt. A jelenetek nem különülnek el élesen egymástól, és a pecséthengereken látható ábrázolásokhoz hasonlóan egy egybetartozó fríz benyomását keltik. 
Hasonló díszítőelemeket láthatunk rituális célokra használt buzogányfejeken is, ezek közül az egyik legszebb darabot Kis királya Ningirszu istennek ajánlotta. Az oroszlánfejű sas itt is vadállatokat ragad meg karmaival, amelyek az előttük álló növényevőket támadják, így folyamatos, összefüggő jelenetet alkotnak.

### Ninhurszag istennő ubaidi templomának fémszobrai
Ninhurszag istennő ubaidi templomát (i. e. 25. század) rézből készült oroszlánokkal díszítették. Az állatok teste egymáshoz illesztett fémlapokból készült és bizonytalan, hogy a rákalapálták-e egy bitumen vázra, vagy anélkül alakították ki. Az állatok fenyegetően vicsorítanak, nyelvük vörös kőből készült, szemeiket berakástechnikával készítették. A templomból ezenkívül álló bikák és térdelő tehenek fémszobrai kerültek elő. Testüket domborműszerűen alakították ki, míg fejük körplasztika. 
Nem tudjuk, hogy eme alkotások a templom melyik részén kaptak helyet, mert egy árokból kerültek elő, ahova a templom egyik renoválásakor helyezhették. Ugyaninnen került elő a jelenleg a londoni British Museumban őrzött, az i. e. 25. századból származó réz dombormű, amely Imdugud istent jeleníti meg két szarvas között. Az istenség oroszlánfejű sas alakjában jelenik meg, ahogy karmaival két szarvast ragad meg. Mozdulata nem agresszivitást sugároz, inkább az egybetartozást szimbolizálja. Valószínűleg mindhárom állat az istenséget jeleníti meg különböző alakokban. A dombormű jellegzetessége, hogy mindhárom alak feje erőteljesen kiemelkedik a dombormű síkjából.

## Ur királyi temetője
A Sir Leonard Woolley által vezetett expedíció 1927 és 1931 között felkutatta Ur városának hatalmas temetőjét ahol több, mint ezer, nagyrészt a korai dinasztikus kor késői szakaszára (i. e. 2600-i. e. 2400) datálható sírt tárt fel. A sírok hatalmas területen fekszenek Istár istennő körülkerített szent helye közelében, sokszor egymás fölött igen bonyolult rétegtani helyzetet eredményezve. A temetőt évszázadokon keresztül használták a korai dinasztikus kortól egészen a II. uri dinasztia koráig.
A legtöbb sírban a gyékénybe csavart vagy koporsóba helyezett halott egy akna mélyén feküdt. A halott mellé elhelyezték személyes tárgyait, ékszereket, fegyvereket, pecséthengereket esetleg kerámia-, kő- és fémedényeket. A sírok nagy részét már az ókorban kirabolták, de egy részüket érintetlenül találták. Némelyiknek több kamrája van, néhányat boltozattal fedtek be. Tizenhét sír szerkezete és a mellékletek gazdagsága folytán különleges jelentőségű. Közülük hármat, Subat királynő, Aakalamdug és Meszkalamdug királyok sírját sikerült azonosítani. A többi sírt úgy nevezték el, hogy a „Király sírja”, „Nagy sírgödör” vagy egyszerűen beszámozták.
A királysírokban az i. e. 25 században élt uralkodók nyugszanak. A talált tárgyak kézműipari színvonala egészen rendkívüli. Két sírból kerültek elő Meszkalamdug nevét említő feliratok. Ezek közül az egyikben, amelyet nem soroltak a királysírok közé, mert nem volt épített sírkamrája és nem találtak emberáldozatra utaló nyomokat, egy hajviseletet vagy parókát utánzó aranysisakot találtak. 
Emberáldozattal kísért királyi temetkezéseket a világ számos részéről ismerünk, de Mezopotámiában az uri királyi temetőn kívül eddig nem találtak rá más bizonyítékokat. Az uri sírokban talált leletek tetemes mennyisége fényt vet arra, hogy mekkora erőforrások álltak rendelkezésre, mekkora vagyonok halmozódtak fel, és a kézműves szaktudás milyen magas színvonalat ért el. Ur királyai képesek voltak arra, hogy igen távoli országokból hozassanak be Mezopotámiától teljesen idegen nyersanyagokat.

### Uri jelvény vagy uri standard

Az uri standard háború oldala

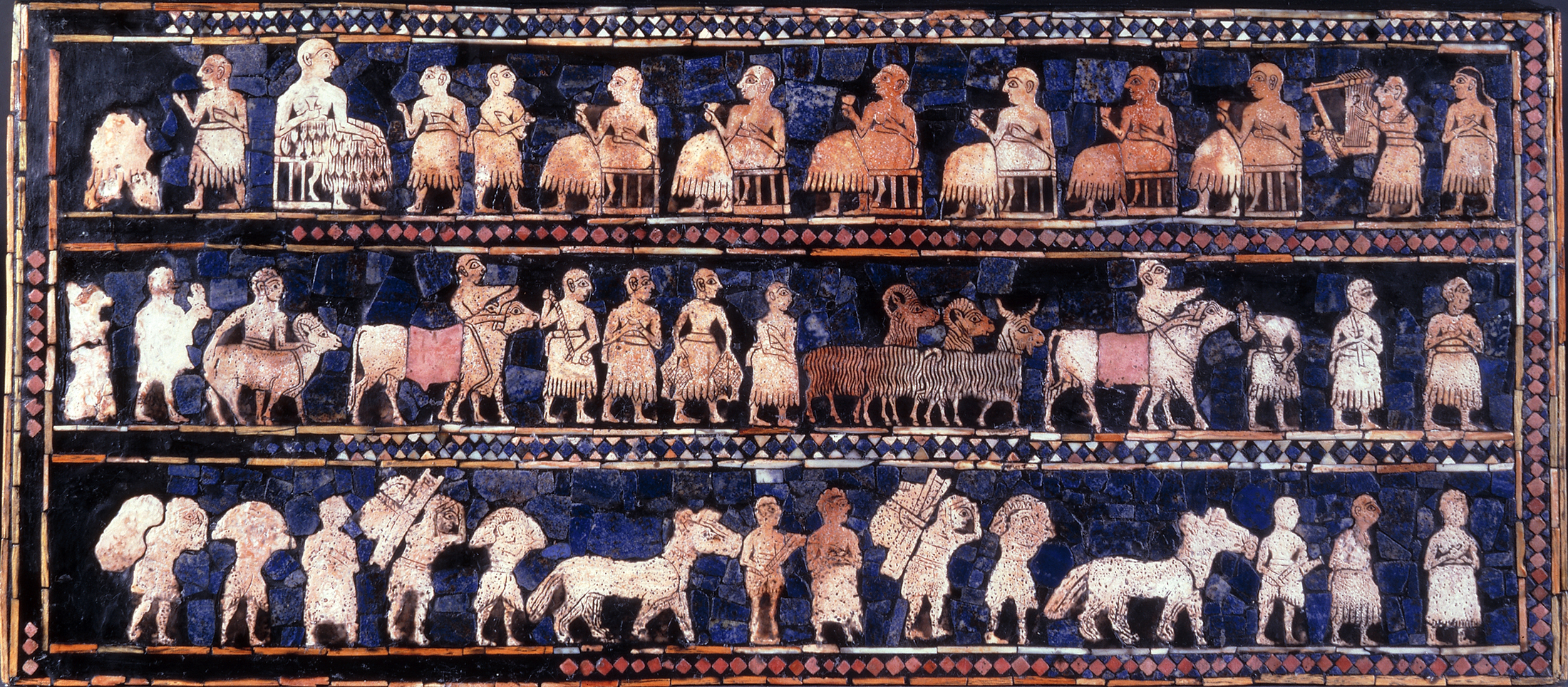
Az uri standard béke oldala

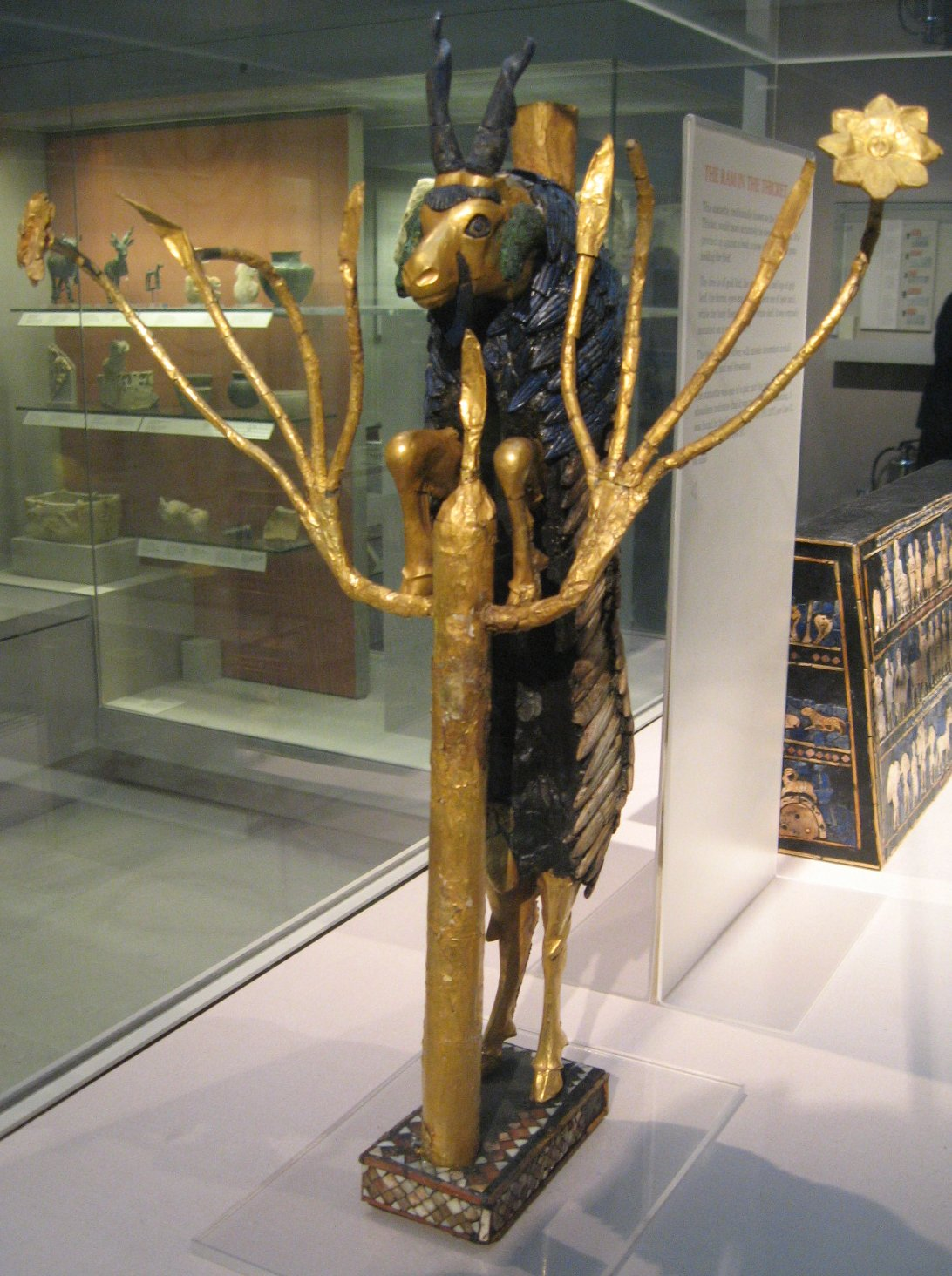
Ágaskodó kecske szobra, i. e. 26. vagy i. e. 25. század, London British Museum

Az uri jelvény vagy uri standard egy 47×20 centiméteres dobozszerű tárgy. A feliratok hiánya miatt nem tudjuk mi lehetett eredeti funkciója, elképzelhető, hogy valamilyen díszítőelem lehetett. A ládát berakásokkal díszítették, a formákat bitumenbe ágyazott kagylóból és lazúrkőből alakították ki. Rövidebbik oldalai rombusz alakúak és mitológiai témájú jeleneteket ábrázolnak. A két hosszabb oldalt három-három sávra osztották fel, és egy alulról felfelé haladó, az uralkodó alakjához vezető felvonulást jelenítettek meg rajtuk. A két alsó sáv figurái mindkét oldalon jobbra néznek, a felsőé pedig az uralkodót leszámítva balra, ami azt az érzetet kelti, hogy egyetlen nagy felvonulás tart a király felé. A sávokon egy csatában aratott győzelmet és az azt követő ünnepséget mutatták be. 
A leglényegesebb jelenetek a felső sávokban láthatók. Azon az oldalon, ahol a győzelmet ábrázolták, a király (aki fél fejjel magasabbnak mutatnak alattvalóinál), leszáll harci szekeréről. Lándzsával a kezében szemügyre veszi az elé vezetett hadifoglyokat, akik ruhátlanok és sebesültek is vannak köztük. A középső sávban egy felvonulás látható és újabb hadifoglyok ejtése.
Az alsó sávban harci szekerek ellenséges katonák holttestén gázolnak át, mindegyik szekéren egy hajtóval és egy lándzsás katonával. Négy kép örökíti meg a kocsit húzó vadszamarak mozgását, a lépéstől a vágtáig rajzfilm módjára mutatva be a kocsi gyorsulását. A szamarak által húzott harci szekereknek négy tömör kerekük és bőr oldalai voltak. Ezek a fejlett technikai tudás eredményeit reprezentálják és azt is szemléltetik, mekkora vagyon állt a király rendelkezésére. A szamarak, amelyek kiegészítő tápláléktól függtek és speciális idomítást igényeltek, szintén a király vagyonát képezték. Ebből következtethetünk milyen gondos tervezés és milyen óriási anyagi ráfordítás volt szükséges egy háború megkezdéséhez.
A másik oldalon a győzelmi ünnepségen a felső sávban a király tisztjei társaságában ül, alakja itt is nagyobb mint a többieké és ruhája is díszesebb kidolgozású. A jobb felső sarokban egy zenész hárfán játszik, a mögötte álló nőalak énekes- vagy táncosnő lehet. A két alsó sávban a hadizsákmányt vonultatják fel, amely valószínűleg a hátoldalon ábrázolt háborúból származik. Szamarak egy csoportja jelenik meg, megpakolt zsákok, juhok, ökrök és egy ember, aki mindkét kezében halakat cipel. Az uri standard annyiban különbözik a fogadalmi domborművektől, hogy a főszereplők között nincsenek nők.

### Ágaskodó kecske szobra
Az uri temetőben két ágaskodó, faágakra támaszkodó kecske szobra került elő (i. e. 26 – i. e. 25 század) A két értékes alkotást az ásatást finanszírozó intézmények között osztották meg, így ma a londoni British Museumban és a philadelphiai University Museumban láthatók. Valószínűleg rituális célokra használt tartók lehettek. A fáról legelő állat képe jól ismert motívum a korai dinasztikus gliptikában és a természet termékenységére utalhat. 
Faalapon, amelyet bitumenben illesztett színes, háromszög alakú kövekkel díszítettek egy fára támaszkodó kecske áll. A fa ágai levelekben és nyolcágú, csillag alakú virágokban végződnek. A kecske két mellső lábával az ágakra támaszkodik és a levelek között előre néz. Fából készült alakját bitumennel borították be majd szőrét lazúrkő- és kagylóberakással érzékeltették. Válla mögött egy aranylapokkal borított fadarab emelkedik ki, ez ad a szobornak stabilitást. A fadarab tetejére eredetileg áldozati csészét helyezhettek. Az állat szarvai lazúrkőből készültek.

### Azonosítatlan király sírja
A sírkamra falai kőből, boltozata vályogtéglából készült. Egy rámpán lehetett megközelíteni, a rámpa alján hat rézsisakot viselő és rézlándzsával felszerelt katona maradványait találták meg. Beljebb két négykerekű kocsi darabjait tárták fel. A kocsik mögött több, mint ötven ember csontváza került elő. A női csontvázak egyik csoportja mellől két hárfa került elő. Faszerkezetük elkorhadt, viszont a díszítésükre használt arany-, kagyló- és lazúrkőberakás megőrizte alakjukat, így lehetővé vált rekonstrukciójuk.
A hangszer hangdobozának méretéből és a rekonstruált húrokból megállapítható, hogy hangtónusa és hangterjedelme megegyezett a mai csellóéval. A hangszerek szárait aranyból, lazúrkőből és kagylóból készült háromszögek díszítették. A bitumen magra rákalapált bikafejeket aranylemezekből alakították ki, emberi szakállukat, szemeiket, szarvaik végét lazúrkővel díszítették. A hárfák bikafej alatti részét figurális berakásokkal borították be. Az egyik ilyen berakást négy sávra osztották. A legfelső sávban egy hős két emberfejű bikát szorít magához. A számos alkotásról ismert jelenetet eddig még nem tudták értelmezni, az is elképzelhető, hogy egyszerű díszítőelem.
A második sávban egy farkas és egy oroszlán ételt és italt szolgál fel egy a képen nem látható lakomán, a harmadik sávban egy szamár és egy medve zenél. Az utolsó sávban egy titokzatos skorpióember egy ismeretlen tárgyat visz, miközben mögötte egy gazella tömjénnek látszó tárgyat tart. A sírkamrát a fölötte lévő másik sírból, Subat (ismert nevén Puabi) királynő sírjából sírrablók (valószínűleg a másik sír építői) fosztották ki. Erre utal, hogy Subat sírjának hasonló az alaprajza és azt a sírt nem rabolták ki.

### Subat (Puabi) „királynő” sírja
A feljárónál öt csontváz hevert egy arany- és ezüstoroszlánokkal, bikafejekkel és berakásokkal díszített szán előtt. A szán mellett egy játéktábla, valamint aranyból, ezüstből, rézből, obszidiánból, alabástromból és márványból készült edények hevertek. A játéktábla kagyló, csont, lazúrkő, vörös paszta, és vörös mészkő mozaikjából áll, mérete 27×12 centiméter. A játékot két egyenként hétdarabos bábukészlettel játszották, de a szabályokat nem ismerjük.
A sírban két szolgálólánya maradványait mellett egy nő csontváza feküdt. A holttestet a bal válla mellett talált pecséthengeren lévő „NIN Subat” felirat (ennek a jelcsoportnak az akkád olvasata az ereš Puabi) alapján azonosították. A királynőt ékszereivel és egy lazúrkővel, karneollal és három sor aranylevéllel díszített fejdíszben temették el. A fejdíszt egy magas, hétágú és hét rozettában végződő aranylemez koronázza meg. Egy másik, kirabolt sírkamra előterében egy 9×8 méteres területen hetvennégy ember maradványait tárták fel. Közülük hat katona a bejárat mellett feküdt, ezenkívül négy zenésznőt hárfáik mellett találtak meg. Hatvannégy nő maradványai sorokba rendezve feküdtek, nyakukon aranygallért vagy más ékszert, fülükben nagyméretű, félhold alakú aranyfülbevalókat, fejükön a királyné fejdíszének egyszerűsített változatát viselték.

### Meszkalamdug sisakja
Meszkalamdug 23 centiméter magas sisakja i. e. 26. vagy az i. e. 25. századból származik, és az uri PG755 számú sírból került elő. Valószínűleg díszsisak volt, amelyet az uralkodó nyilvános szertartásokon viselt, ahol hadvezérként jelent meg. A sisak a harci rendbe öltözött sumer uralkodók bonyolult hajviseletét reprodukálja. Az uralkodó hosszú haját két fonatba fonták össze, majd a tarkóján vékony szalaggal kontyba kötötték. A szalag alól göndör hajfürtök lógnak a homlokára és a nyakára, füle fedetlen maradt. A sisakot a részletek aprólékos kidolgozása teszi remekművé. A Meszkalamdug sírjában talált sisak elektronból, vagyis arany és ezüst tizenöt karátos ötvözetéből készült. Formáját belülről való kovácsolással a domborított részletek későbbi kialakításával hozták létre. A vászonbélést a sisak pereme mentén látható lyukakhoz rögzítették.

## A sumer reneszánsz
Annak a korszaknak a története, amely elválasztja Sarkalisarri uralkodásának végét a III. uri dinasztia hatalomra kerülésétől, csak töredékesen ismert. Az akkádok rövid uralmát Mezopotámiában egy rövidebb átmeneti kor követte, amikor északról sumer források által gutikként azonosított nomád törzsek törtek be. 
Az akkád uralkodók eleinte sikerrel verték vissza a támadásokat, később azonban fokozatosan elvesztették befolyásukat. A guti uralom körülbelül hatvan évig tartott, majd Mezopotámia déli részén a sumerek hatalma megerősödött. Az biztosra vehető, hogy a városállamok nagy hatalmú uralkodói versengtek egymással. Mai ismereteink alapján a lagasi Gudea a leghíresebb köztük. Ezután a rövid és zűrzavaros időszak után a fellendülés a legdélebbre fekvő nagy sumer városok irányításával jött létre, amelyeket a III. uri dinasztia királyai egyetlen nagy területté egyesítettek.

## Gudea korának művészete
Akkád Birodalom összeomlása után, a Lagas felett uralkodó dinasztia leghíresebb tagja, Gudea volt (i. e. 22. század második fele). Nem tudjuk, hogy Gudea mekkora terület felett uralkodott. Egyetlen megemlített katonai sikere egy Ansan (Tell-e Máliján, Irán) és Elám felett aratott győzelem volt, de valószínűleg Ur felett is gyakorolt valamilyen hatalmat. Úgy tűnik, a harcok alatt Lagas meg tudta őrizni a függetlenségét, vagy képes volt előnyös tárgyalásokat folytatni a harcoló felekkel. Ennek következtében a kor zavaros viszonyai ellenére Gudea és fia Ur-Ningirszu uralkodása alatt jelentős műalkotásokat hoztak létre. 
Gudea sikeresen védte meg városát a zűrzavartól, és elért eredményeit az istenekkel való jó kapcsolatának tulajdonította. Ezért a város templomait különleges gondossággal és nagy anyagi ráfordítással építette újjá. A korabeli felsorolások szerint Gudea dinasztiája hetedik uralkodója volt, akit nagyszerű portrészobrok örökítettek meg. A szobrok száma eléri a harmincat, sok szobrának hiányzik a feje, viszont a Louvre őriz egy test nélküli Gudea fejet ez az úgynevezett turbános fej. Az új sumer szobrászatot elsősorban a Lagasból származó leletek alapján ismerjük. A Lagasból előkerült szobrok alkotásánál felhasználták a korábbi, akkád művészet technikai vívmányait, viszont az akkád szobrokon tapasztalható mozgalmasság helyett a nyugalom és az istenekbe vetett feltétlen hit tükröződik rajtuk.

### Gudea portréi

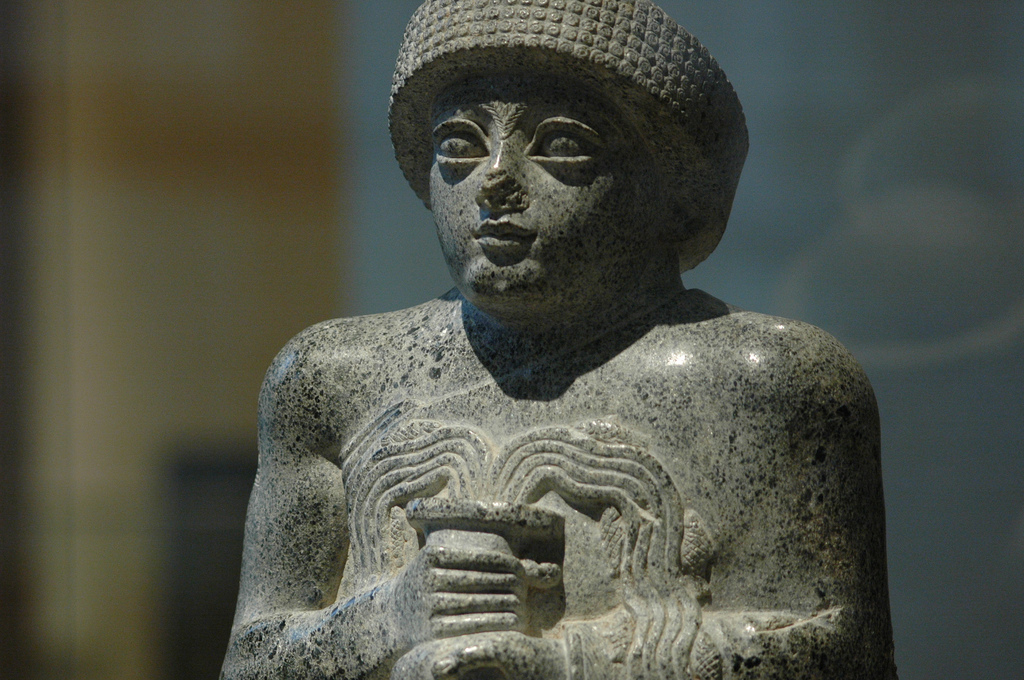
Arüballoszt tartó Gudea, i. e. 22. század második fele, Párizs, Louvre

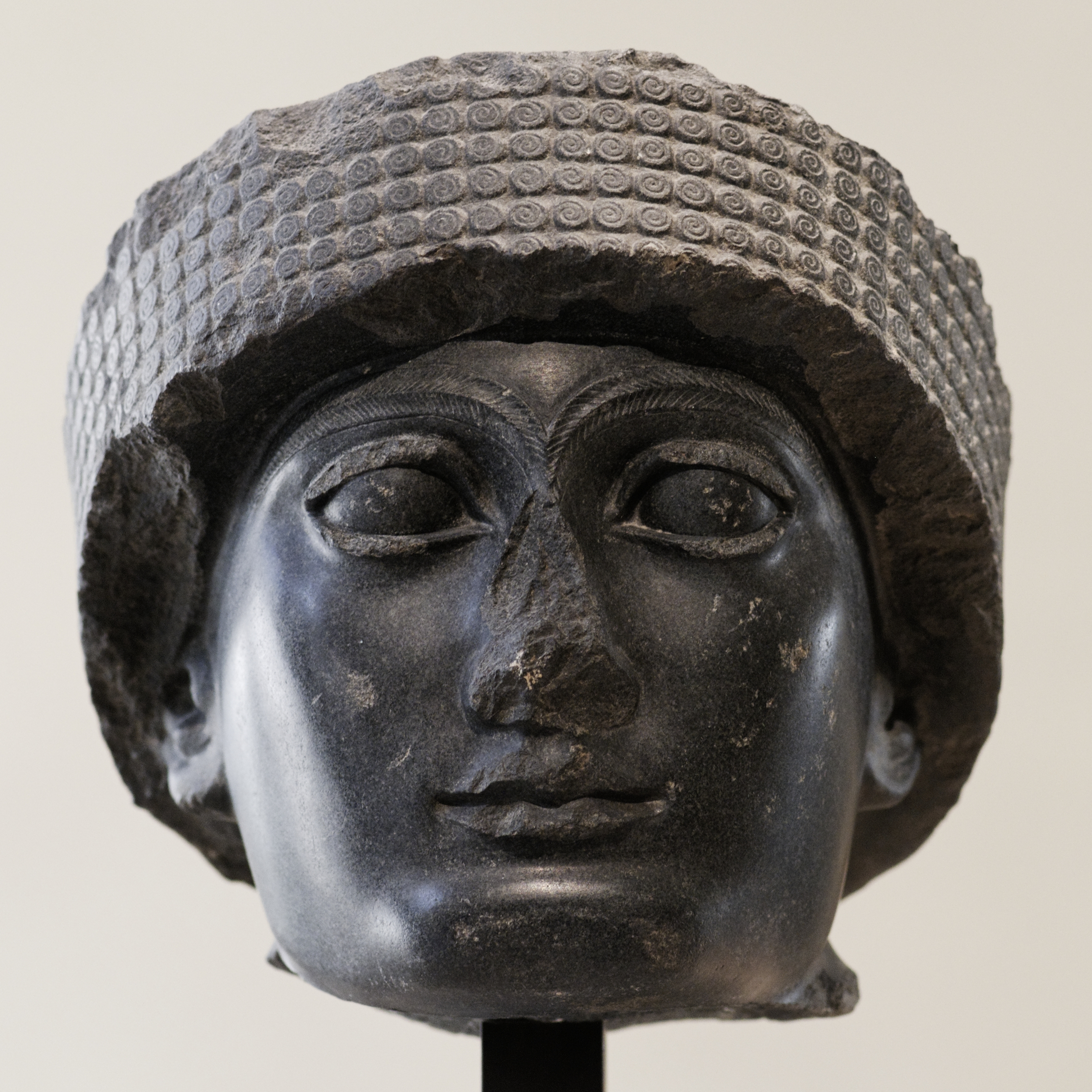
Gudea dioritfeje, az úgynevezett Turbános fej, i. e. 22. század második fele, Párizs, Louvre

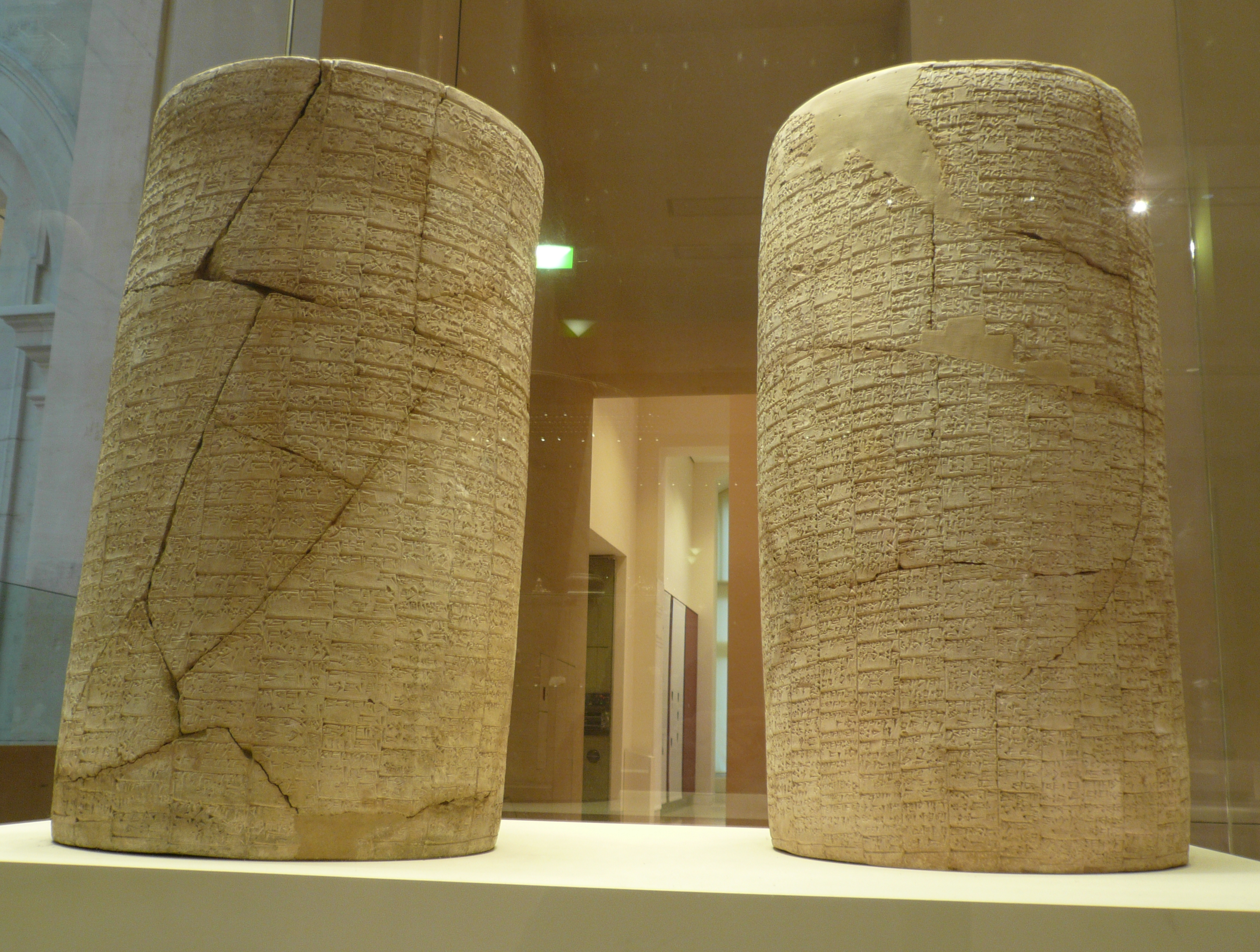
Gudea templomalapítási felirata, i. e. 22. század második fele, Párizs, Louvre

Gudeáról számos szobor került elő, ahol az uralkodót összekulcsolt kézzel, állva vagy ülve ábrázolták. A szobrokat templomokban helyezték el, hogy emlékeztessenek az uralkodónak az istenek számára végzett szolgálatairól. Anyaguk a drága és rendkívül kemény diorit. A nehezen megmunkálható anyag ellenére alkotóik tökéletesen alakították ki a kívánt formákat, a hosszú, vékony ujjakat, a szabadon hagyott bal kart, a lábakat és a test alakját. Az ajkak a szemöldök, a kéz ujjainak, az izmoknak gondos kidolgozása ellentétben áll köpenyének egyszerű ábrázolásával. 
Gudea szobrainak legnagyobb része a Louvre gyűjteményében található. Csaknem mindegyik szobor hosszú felirattal van ellátva, amelyek történelmi és irodalmi emlékként is egyaránt fontosak.
- Gudea ülő szobra: Az uralkodó egy zsámolyon ül, az ölében lévő táblára egy templom alaprajzát vésték, amelyet Ningirszu isten tiszteletére építettek. A rajzon a mezopotámiai templomok jellegzetes körvonalai láthatók, a falakat fülkék és pillérek sora díszíti.
- Arüballoszt tartó Gudea: Az uralkodó egyik kisméretű szobra egy arüballoszt tart a kezében. A szűk nyakú hasas üveg, amelyből az élet vize fakad a föld alatti vizek nagy istenének Enkinek a jelképe. Ruháján lévő felirat szerint a szobrot Ningiszida, egy kisebb jelentőségű isten templomának építésekor készítették, akit az uralkodó személyes védelmezőjének tekintett. Gudea számos domborművön és pecséthengeren is megjelenik. Ezeken Ningiszida istennel ábrázolják, aki épp Enki színe elé vezeti őt.
- Gudea dioritfeje, a Turbános fej: Lagas urának számos ábrázolása közül a Louvre-beli fej a megjelenítés pontossága miatt emelkedik ki a többi közül. Az arc a csonkítások ellenére megőrizte expresszivitását. Az idealizált képmás ünnepélyességet, derűt és fennköltséget sugároz. Az előre tekintő szemek, és erő áll energikus és intelligens személyre utalnak. A részletek, főleg a száj és a szem ábrázolása azt mutatja, hogy a sumer kézművesek már teljes egészében uralták a kemény dioritkövet. A szemöldök és a gömbsüveg alakú fejfedő is részletesen kidolgozott, a képmás mégsem tekinthető igazi portrénak, mert a szobrász nem modelljének valóságos jellemzőit ábrázolta.
- Gudea felirat nélküli szobra: Az ima közben ábrázolt uralkodó derűs arckifejezése és a belőle áradó mély vallásosság megfelel a feliratok alapján róla rajzolt képnek.

### Lagas szobrászata Gudea portréin kívül
Gudea fiáról Ur-Ningirszuról is számos ábrázolás maradt fenn. Hasonlítanak Gudea szobraira, de kialakításukban vannak kisebb eltérések. Például az egyik szobor talapzatára térdelő és áldozatot bemutató emberalakokat véstek. Az uralkodót általában szakáll nélkül, fedetlen fejjel ábrázolták, kivételt képez egy alkotás, ahol Ur-Ningirszu hosszú szakállt és csúcsos kalapot visel. Az alattvalók szobrain az alakok szakáll nélküliek és kopaszok, az ábrázolt személyek valószínűleg papok lehettek.
A korból származó szobrok között nagyon ritkák a női ábrázolások, viszont az ismert darabok magas művészi színvonalat képviselnek, mint például az Arüballoszt tartó nő (Louvre). Szintén a Louvre gyűjteményében látható az úgynevezett tógás nő, amely egyes vélemények szerint Gudea feleségét jeleníti meg. Az biztosra vehető, hogy a zöld szteatitból készült szobor magas rangú személyt ábrázol, erre utal az egyszerű, de elegáns, kétrészes öltözet. Az összekulcsolt kezű alak haját keretező, szalaggal felerősített fejdísz a tisztaság szimbóluma lehetett.

### Lagas templomai és berendezési tárgyai
A legfontosabb templom a város főistenének, Ningirszunak szentelt épület volt. Gudea először álmot látott, ahol az istenség felszólította, hogy építse újjá templomát, és ehhez a tervrajzot is megmutatta neki. Gudea ezután rituálisan megtisztíttatta a területet, majd szokatlan módon a templomok alapzatába a tevékenységét leíró szövegeket helyeztetett el. Ezek a szövegek a sumer költészet kiemelkedő darabjainak számítanak. 
Az istenek Gudea iránti különleges kegyét magasztalják, leírják a templom helyének előkészítését, az építkezéshez használt ritka és nagy távolságokból származó építőanyagok beszerzését, az építkezés folyamatát, majd a legvégén a templom felajánlását az istenségnek. 
A templomok berendezéséből nagyon kevés maradt ránk. Közéjük tartozik egy mészkő medence, amelyet kezükben arüballoszt tartó istennők szobrai díszítenek. Az istennők szoros kapcsolatban vannak egymással, egyik kezükkel saját vázájukat tartják, a másikkal a mellettük álló istennő vázáját támasztják meg. Egy másik medencét oroszlánok szobraival díszítettek. Egy sztélé töredéke egy hárfát ábrázol, egy másik sztélén, amelynek csak lekerekített felső része maradt meg Gudea látható, ahogy védőistene, Ningiszida kézen fogva más nagyobb hatalmú istenek elé vezeti. 
Az uralkodó védőistenének ajánlott egy szteatitból készült vázát is. Ezt az edényt valószínűleg italáldozatok bemutatására használta. Reliefdíszítésén az istenségek szörnyalakok képében jelennek meg. Két ágaskodó lény lándzsát tart mellső patái között. Egy botot őriznek, amelyre két kígyó tekeredik, fejük az edény pereméig ér.

## A III. uri dinasztia (i. e. 2112 – i. e. 2004)
A dinasztia eredete ismeretlen és azt sem tudjuk, hogy az első király Ur-Nammu (i. e. 2112 – i. e. 2095 k.) hogyan vált független uralkodóvá. Lehetséges, hogy fellázadt Uruk királya ellen és magához ragadta a hatalmat. Ur-Nammu egyesítette a területet és a többi városállam uralkodói vazallusokká vagy egyszerű tisztségviselőkké váltak. Ur-Nammu ellenőrzése alatt tartotta Urt, Eridut és Urukot továbbá épületeket emelt Nippurban Larszában (Tell as-Senkereh, Irak), Kisben, Adabban és Ummában. Ur-Nammu 18 évig uralkodott, és úgy akarta megerősíteni városát, hogy az ellenálljon minden ostromnak. Az ekkor újjáépített városfalak vastagsága az alapoknál elérte a huszonöt métert. Uralkodásának leglátványosabb emléke az uri zikkurát volt.
A dinasztia királyai szoros politikai és kulturális kapcsolatokat alakítottak ki Ur és Uruk között. Az is valószínűnek tűnik, hogy Gilgamesről és más korai királyokról szóló eposzok ebben az időben nyerték el klasszikus sumer formájukat. A korszakra használt „sumer reneszánsz” terminus arra utal, hogy egy sajátosan sumer kulturális megújulás történt. A kifejezés használata érthető, ha figyelembe vesszük, milyen szembetűnően virágzott a sumer nyelv és irodalom. Majdnem minden ebből a korból fennmaradt szöveg sumer nyelven íródott. Az akkád művészet egyes vívmányait továbbra is felhasználták. A legtöbb hivatalos feliratot sumer nyelven írták, de előfordulnak akkád nyelvű szövegek is.
Az úgynevezett sumer reneszánsz művészete csak töredékeiben ismert, stílusa jobban emlékeztet a lagasi szobrászatra, mint az akkád művekre. A különbség legélesebben a pecsételőkön mutatkozik meg, ahol az akkád kor rendkívül változatos jeleneteit két ábrázolás váltja fel. Az egyiken egy uralkodó látható egy trónon ülő istenség előtt, a másikon egy tisztségviselő áll egy uralkodó előtt. Ezek az ábrázolások Gudea korára is jellemzőek voltak. A képzőművészeti alkotásokból azonban alig maradt fenn néhány darab és azok is túl töredékesek ahhoz, hogy a kor művészetéről átfogó képet kaphassunk. 
A neosumer kor az emberi arc szépségét teljesen új felfogásban jeleníti meg. Ezt az 1927-ben, Urban talált i. e. 2100 körül készült női fej jól érzékelteti. Ez a neosumer kori körplasztika szinte egyetlen megmaradt példája. Az arc alsó része hiányzik, a lazúrkő berakással készült szemek csodálkozást fejeznek ki. Egyesek hercegnő portréjának tartják, mások Ningal istennővel azonosítják. Egy másik jelentős alkotás Ur-Nammu töredékesen fennmaradt sztéléje. A szobrok hiánya az elámiak rombolásának tudható be, akik véget vetettek a dinasztia uralmának.

### Ur-Nammu sztéléje (i. e. 22. század vége)
Ur-Nammu sztéléje eredetileg 3,3 méter magas és 1,8 méter széles volt. Nagymértékben különbözik a többi ismert sztélétől, mivel nem háborús eseményt ábrázol. A sztélét sávokra osztották, a felső, széles sávban az uralkodó áll egy trónon ülő istenség előtt. Feje fölött egy istennő egy vázából vizet csorgat a földre. A jelenet kis változtatással megismétlődik a következő, keskenyebb sávon is. A jelenet mindkét sávban kétszer ismétlődik meg, úgy, hogy a király egyszer jobbra fordul egy istenség, másodszor balra egy istennő felé. A kettős jelenetekkel valószínűleg azt akarták kifejezni, hogy a király egyformán szolgálja a holdisten Nannát és feleségét Ningalt.
A harmadik sávban az uralkodó építőszerszámokat cipel és egy azonosítatlan istenalakot követ. Itt elképzelhető, hogy egy felvonulást ábrázoltak, de a sztélé többi része nagyon töredékes. A következő sávban egy létra töredékei templomépítésre utalhatnak. A sztélé másik oldalának tetején megismétlődik a királyt és az istenalakokat ábrázoló jelenet. Alatta az elkészült templom felajánlása látható állatáldozatok bemutatásával. A teljes mértékben kiegyensúlyozott kompozíció nélkülözi az akkád műalkotások dinamizmusát, és ezzel megtestesíti a két dinasztia közötti különbségeket. A késő sumer dinasztia korában készült alkotások statikusak és kimértek, az akkád korban készült művek ezzel szemben mozgékonyak és vállalkozó szelleműek voltak.

### Építészet
Történelmi szempontból jelentős újdonság volt a rituális alapkő használatának kezdete, amelyek révén a templomok, paloták és egyéb középületek építéséről közelebbi adatokhoz jutunk.
A kor jelentős épületeit tárták fel Esnunnában a mai Tell-Aszmarban. Az épületek mérete nem túl jelentős, aminek az lehet a magyarázata, hogy Eshunna Urhoz viszonyítva jelentéktelenebb település volt. A Gimilsin istennek szentelt templom az i. e. 3. évezred végén épült templomok tipikus példája. Az oldalát kiugró sávokkal díszítették, bejáratát két oldalt egy-egy toronnyal emelték ki. A bejárat egy előtérbe vezetett, amelyből jobboldalt egy lépcső nyílt a tetőre. Az előtér után következett az udvar, majd mögötte a cella, hátsó falánál egy mélyedésben az istenség szobrával. Az áldozati oltárt az udvaron állították fel. A templomhoz éles szögben hozzáépített palotában lehetett a kormányzó székhelye.
Ur-Nammu utóda, Sulgi folytatta az apja által megkezdett építkezéseket. Egy közvetlenül az uri szentélykörzet mellett álló építmény tégláin az ő neve olvasható, a hozzá kapcsolódó két kisebb épület tégláin viszont fia, Amar-Szín neve látható. Ebből az épületből emberi csontok töredékei kerültek elő, így valószínűsíthető, hogy ott lehetett Ur királyainak temetkezési helye. Az épületeket már az ókorban kirabolták, de a megmaradt töredékekből arra következtethetünk, hogy az ajtókat aranyfüsttel vonták be, a falakat achát és lazúrkő berakásos aranylemezek borították, a mennyezetet pedig aranyból és lazúrkőből készült csillagok és napsugarak díszítették. Az egyik helyiségben padokat és kisméretű csatornákat tártak fel, itt az italáldozatokat végezhették.

### Zikkuratok

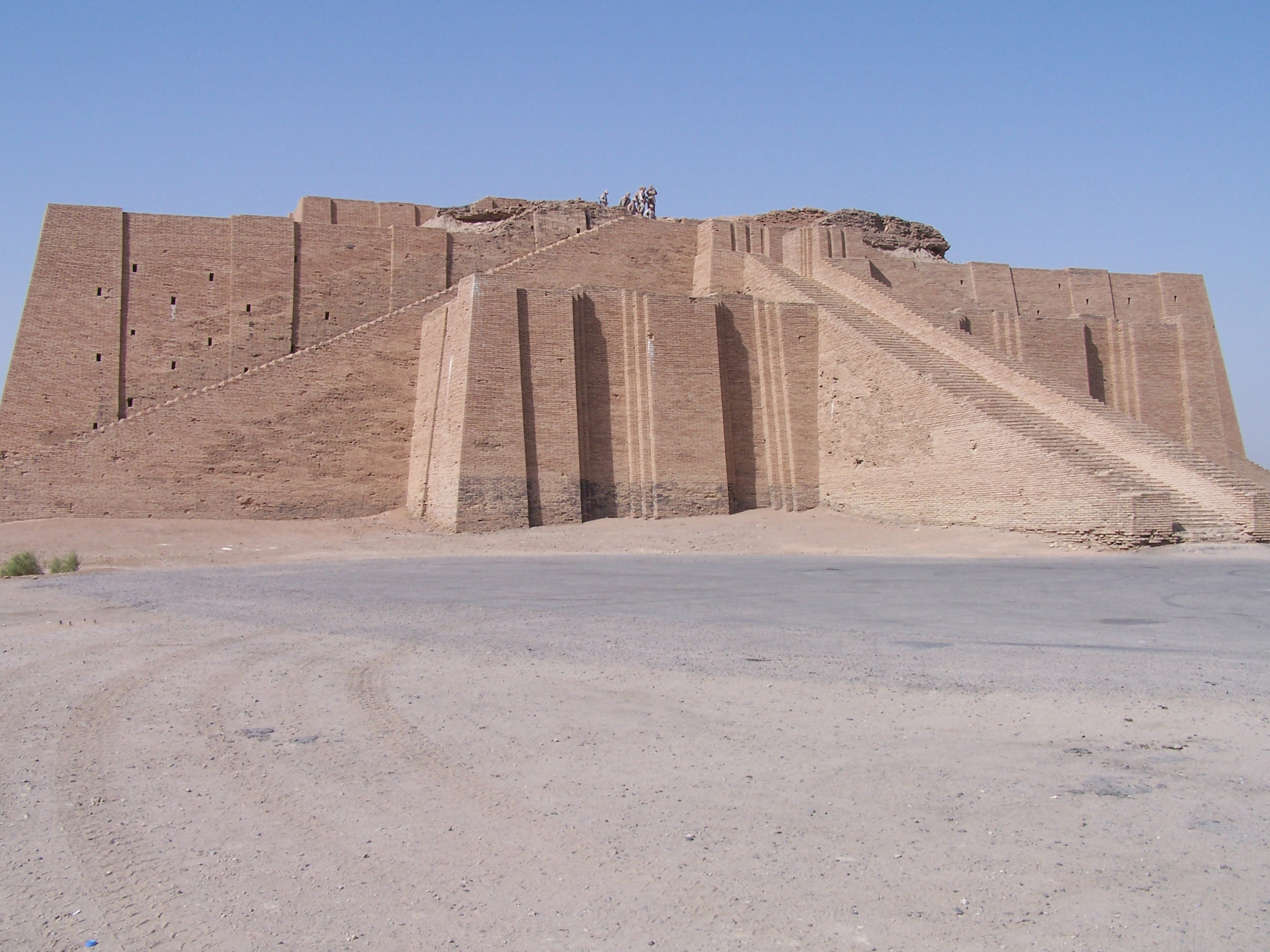
Uri zikkurat, i. e. 22. század vége – i. e. 21. század eleje, Irak

A teljes építészeti szerkezet kialakulása hosszú folyamat eredménye, amely már a korai városok idejében elkezdődött, majd a neosumer korban a III. uri dinasztia idején teljesedett ki. A templomokat már az Ubaid-kor óta teraszokra építették, amelyek a századok folyamán fokozatosan növekedtek, míg a szentély el nem törpült a tetején. Prototípusa az Anu istennek szentelt magas uruki építmény volt az i. e. 4. évezred végéről, ahol egy hatalmas teraszos szerkezet képezte a Fehér Templom alapját. Mindegyikük hasonló tervek alapján készült, egy négyszögletes alaprajzú, többszintes teraszból illetve három, egymást metsző és a felső szentélyhez vezető lépcsőfeljáróból álltak. 
Az Ur-Nammu által Urban, Eriduban, Urukban és Nippurban épített zikkuratok voltak az ilyen típusú építmények első, biztos példái. Ur-Nammu korának legjelentősebb épülete a holdistennek szentelt uri zikkurat volt (i. e. 22. század) Egy udvar közepén áll, sarkait a négy égtáj felé tájolták. Alaprajza 63×43 méter tehát téglalap és nem négyzet alakú, mint a későbbi zikkuratok.
A vályogtégla sorok közé időnként égetett agyagból készült téglarétegeket építettek be, hogy így növeljék az építmény szilárdságát. Oldalait kiemelkedő sávokkal tagolták. A kissé befelé dőlő három méter vastag külső falakat égetett téglából készítették, ezzel takarták el a napon szárított téglákból álló belső magot. Az északkeleti oldalon három lépcső vezet az első szint tetejére. A három feljárat mindegyike száz lépcsőfokból állt. Találkozási pontjukon napjainkban bástyaszerű épületrészek láthatók, amelyek eredetileg egy kapu részei lehettek. A középső (fő) lépcső folytatódik a kapu után is a második szintig, ami 5,6 méterrel magasabban helyezkedik el mint az első. A feltételezések szerint volt még egy harmadik szint is, tetején egy templommal, amely teljesen elpusztult. A felhasznált agyagtéglák hossza a harminc centimétert sem érte el, így az építkezéshez téglák millióit használták fel.

### Fémművesség
A kor fémszobrászatából kevés tárgy maradt meg, ezek nagy része az épületek alapzatába elhelyezett fémszög. A szögeket általában istenségek tartják a kezükben, vagy az uralkodót ábrázolják kosárral a fején, amelyben a templom első tégláihoz felhasznált agyagot cipeli. Istár istennő templomaiban különleges, bika alakú szögeket helyeztek el az épületek talapzatába.

### Neosumer terrakották
A neosumer kori agyagszobrászat már a következő, óbabiloni művészet előfutára. A hagyományos szobrocskák mellett, amelyek nagy számban készültek egész Mezopotámiában gyakori volt a lenyomatokkal, mitológiai és mindennapi jelenetekkel díszített agyagáru is. Ezek a kézművestermékek a népesség minden rétegében népszerűek voltak. A terrakottaszobrok közül az egyik legszebb darab az i. e. 22. századból származik, a Tellóban folytatott ásatások során került elő és egy szakállas, fejszét tartó férfialakot ábrázol. Ezenkívül gondosan kidolgozottak a korból származó nőalakok is.